# Renault 4
El Renault 4 (conocido popularmente como Cuatro ele, Cuatro latas, Renoleta, Chivoleta, R4, 4Lobbo, Katrca o Amigo Fiel en algunos países) es un utilitario producido por el fabricante francés Renault entre los años 1961 y 1994, y originalmente concebido para competir con el Citroën 2CV.
El Renault 4 conllevó la audacia de diseñar un vehículo con una filosofía diametralmente opuesta a la hasta entonces seguida por la firma francesa. Se trataba de un vehículo dotado de una mecánica pionera en Renault, con tracción delantera, suspensión a base de barras de torsión, y refrigeración por sistema de circuito cerrado con vaso de expansión. Todo ello comportaba un diseño de carácter estructural muy diferente al de los Renault 4CV y los Renault Dauphine que a la sazón imperaban en la marca. El equipo de diseño capitaneado por Robert Barthaud realizó un esfuerzo considerable para establecer un nuevo concepto de automóvil, apremiado además por la necesidad de alcanzar un ajustado precio de venta, dado el mercado al cual se destinaba. La solución tenía que superar al Citroën 2CV, cuyo éxito era notorio en aquellas fechas.
El automóvil se lanzó cuando décadas de estancamiento económico dieron paso a una creciente prosperidad en Francia y al aumento de la propiedad de automóviles. El primer millón de automóviles se produjeron el 1 de febrero de 1966, menos de cuatro años y medio después del lanzamiento. Finalmente, se fabricaron más de ocho millones de unidades en veinte fábricas de cuatro continentes. El Renault 4 fue un éxito comercial gracias al momento de su lanzamiento y a la excelente relación calidad-precio de su diseño. A principios de 2020, los 33 años de producción del Renault 4 se consideraron el decimoséptimo coche de una sola generación más longevo de la historia.
El Renault 4 recibió este nombre porque estaba equipado con un motor de cuatro caballos; el Renault 3, una versión de producción muy limitada con la misma carrocería, tenía un motor de tres caballos.
Se fabricó entre agosto de 1961 y diciembre de 1992 en 28 países, inicialmente con el Dauphine en Île Seguin, Boulogne-Billancourt, así como en la planta de Renault en Flins, España (por Fasa-Renault), en Argentina por IKA-Renault, en Italia por Alfa Romeo (bajo licencia), en Marruecos, Madagascar, Sudáfrica y, posteriormente, a partir de 1969, en Yugoslavia. (La planta de Renault en Novo Mesto sería la última, en 1992, en ensamblar este modelo).
El R4 fue un gran éxito entre las pymes, los artesanos y la gendarmería (era uno de los coches franceses de la época que se podía conducir con gorra), pero también entre PTT, France Télécom y EdF en su versión furgoneta; estos contratos le otorgaron una gran visibilidad en las carreteras.
En Francia, el R4 encabezó las listas de ventas de 1962 a 1965 (sustituyendo al Renault Dauphine), y de nuevo en 1967 y 1968. Es el segundo coche francés más vendido de la historia, con 8.135.424 unidades vendidas, por detrás del Peugeot 206.

## Historia
En 1961, el R4 abandonó la configuración de "todo atrás" de los Renault presentados en aquellos años, y adoptó la solución del Citroën 2CV. El R4 tenía un motor mayor con cuatro cilindros, que consumía poco más que el del 2CV, estaba montado en el frente y transmitía la potencia a las ruedas delanteras.
El 28 de agosto de 1961 fue presentado a la prensa francesa y apareció en el mercado con el Salón de Fráncfort. Con posterioridad, doscientos R4 blancos desfilaron delante la torre Eiffel. En marzo de 1964, se celebraron las 500 000 unidades. En febrero de 1966, el primer millón. En diciembre de 1977, cinco millones. En 1986, ya se habían fabricado unos siete millones y medio. Los últimos puntos de fabricación fueron Colombia (donde se fabricaba localmente, y ante la alta demanda se decide importar CKD yugoslavo para completar la producción) y Eslovenia, anteriormente parte de Yugoslavia
Tras finalizar la producción europea en Francia y España el R4 continuó su fabricación en la planta eslovena Revoz, en Novo Mesto, para surtir los mercados europeos, especialmente con la versión "Clan" que sería la última en fabricación hasta 1993, año en que el último R4 salía de dicha planta. 
El modelo fue retirado del mercado por no ser rentable su modificación para cumplir la normativa anticontaminación Euro 1.
En total se fabricaron más de ocho millones de unidades en las diversas plantas mundiales donde llegó a producirse o ensamblarse.
El Renault 4 fue la respuesta de Renault al Citroën 2CV de 1948. Renault pudo analizar las ventajas y desventajas del diseño del 2CV. El Citroën había puesto el automovilismo al alcance de las personas de bajos ingresos en Francia, y especialmente de los agricultores y otras personas en zonas rurales, para quienes el automóvil era tanto una herramienta de trabajo como un medio de transporte personal. El 2CV se había diseñado en la década de 1930 para su uso en la campiña francesa, donde la red de carreteras era deficiente: la velocidad no era un requisito, sino una buena conducción, una buena capacidad para terrenos difíciles, una carrocería versátil para el transporte de carga, y la economía y la simplicidad de operación eran sus consideraciones clave. Sin embargo, a finales de la década de 1950, el 2CV estaba quedando obsoleto. Se mejoraron los caminos rurales en Francia y se estaba desarrollando el sistema nacional de autopistas. La agricultura se estaba mecanizando más, con menos minifundios y granjas familiares para las que se diseñó el 2CV. El Citroën también había demostrado ser popular entre las personas que vivían en pueblos y ciudades como un transporte económico y asequible, pero el diseño rural del 2CV lo hizo menos que ideal como automóvil urbano y, a pesar de las mejoras, el 2CV de finales de la década de 1950 tenía una velocidad máxima de solo 70 kilómetros por hora (43,5 mph). Su motor de dos cilindros refrigerado por aire era confiable y económico, pero ruidoso y ofrecía un rendimiento deficiente. La suspensión del 2CV le brindaba una excelente conducción y buen agarre y manejo, pero era mecánicamente compleja con muchas partes móviles que requerían mantenimiento y lubricación regulares a intervalos tan bajos como cada 1000 millas (1600 km). Con sus raíces en la década de 1930, el estilo del 2CV también estaba anticuado y, con su alerón/guardabarros separados, tenía una carrocería relativamente estrecha y apretada para su huella general. Si bien el Citroën fue diseñado durante la Gran Depresión, cuando el dinero escaseaba y los niveles de vida eran relativamente bajos, en la década de 1960 la economía francesa estaba creciendo y la gente podía permitirse un automóvil pequeño más moderno, refinado y menos utilitario.
A principios de 1956, Pierre Dreyfus, presidente de Renault, lanzó este nuevo proyecto: diseñar un nuevo modelo que sustituyera al 4CV con motor trasero y compitiera con el Citroën 2CV, convirtiéndose en un coche para todos, capaz de satisfacer las necesidades de la mayoría de los consumidores. Podría ser un coche familiar, un coche para mujeres, un coche para agricultores o un coche urbano. Dreyfus resumió su intención con el proyecto solicitando a su personal que produjera un "coche de vaqueros", un coche que, al igual que los pantalones vaqueros, cada vez más populares como prenda informal de moda en aquel entonces, pudiera ser tan útil para el ocio como para el trabajo, y resultar atractivo para clientes de todos los sectores demográficos.

El Renault 4 compartía muchos rasgos de diseño con el Citroën 2CV, lo que le permitía cumplir la misma función de coche utilitario versátil, especialmente para las personas en la Francia rural y otras partes del mundo con carreteras en mal estado. Tenía una gran plataforma estructural con una carrocería separada. Tenía tracción delantera, suspensión totalmente independiente de largo recorrido y dirección de piñón y cremallera. Tenía una carrocería sencilla con un equipamiento mínimo, un gran espacio para carga o equipaje y asientos tipo "tumbona" que se podían quitar fácilmente. Sin embargo, el Renault 4 actualizó este concepto básico con un motor de cuatro cilindros refrigerado por agua más grande con un sistema de refrigeración sellado que ofrecía mucho más refinamiento y rendimiento que el 2CV contemporáneo, con una velocidad máxima de más de 104 kilómetros por hora (64,6 mph). La suspensión consistía en barras de torsión que no requerían mantenimiento regular. La carrocería cuadrada de ancho completo ofrecía más espacio tanto para pasajeros como para equipaje que el 2CV de tamaño similar y el coche contaba con una carrocería hatchback temprana para una mayor practicidad.

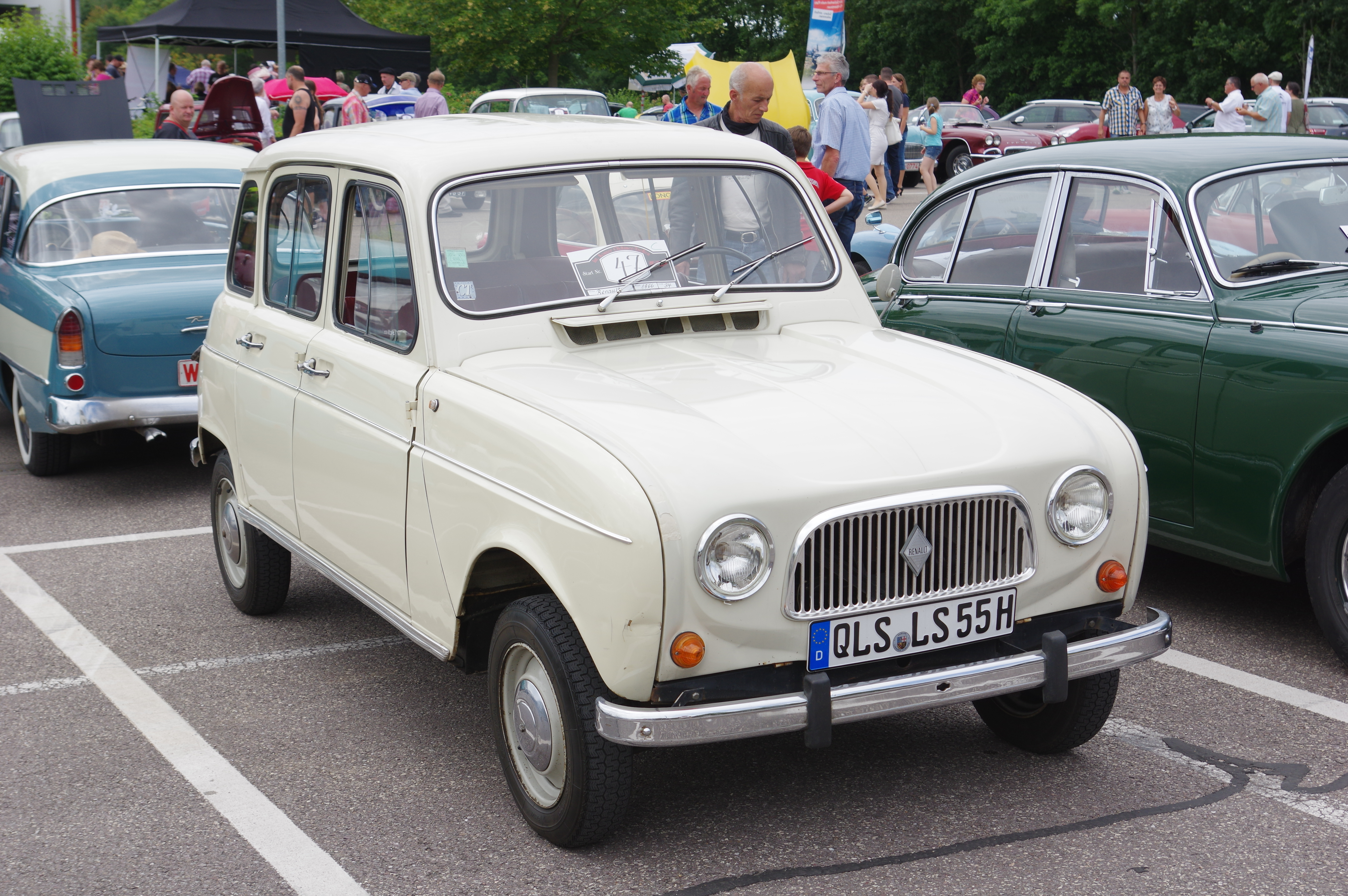
1961–1967 Renault 4
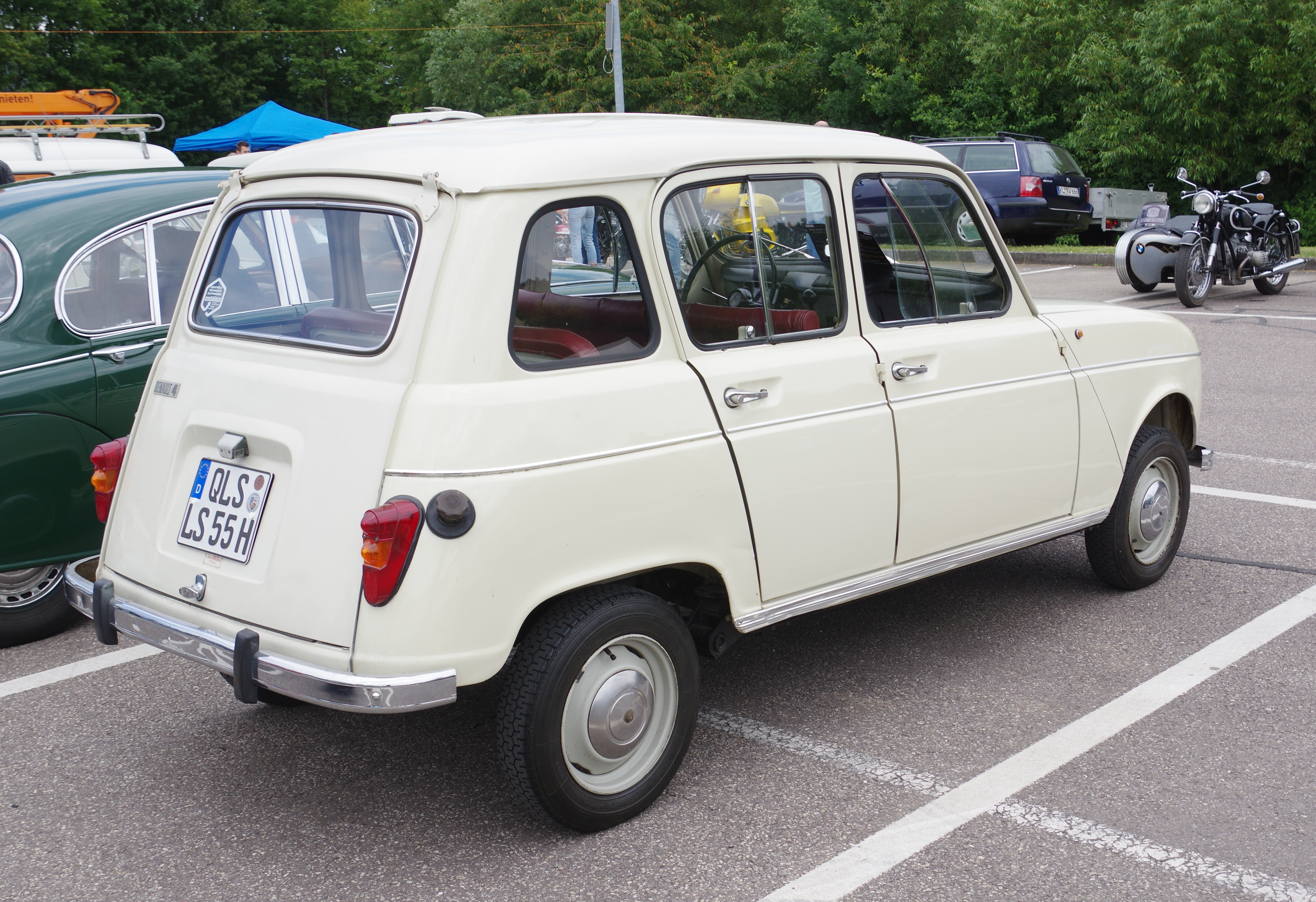
Vista trasera (1961–1967)
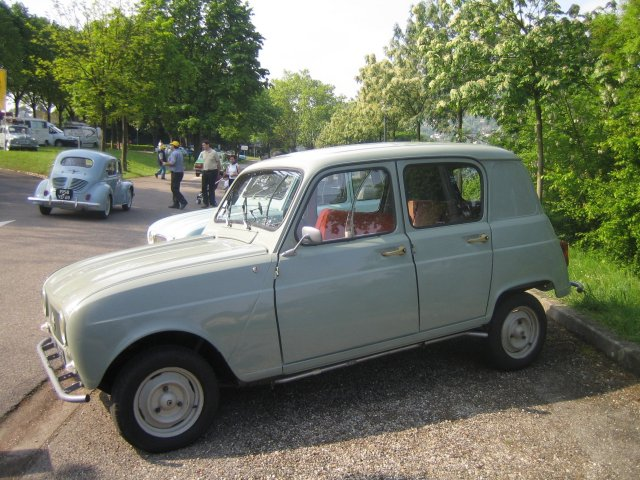
El Renault 3 de 1961-1962 estaba destinado a competir con el 2CV; disponible solo en gris, contaba con un motor 3CV más pequeño, de 603 cc, y carecía de ventanas en el pilar C/D. Se discontinuó tras tan solo 2526 ventas.
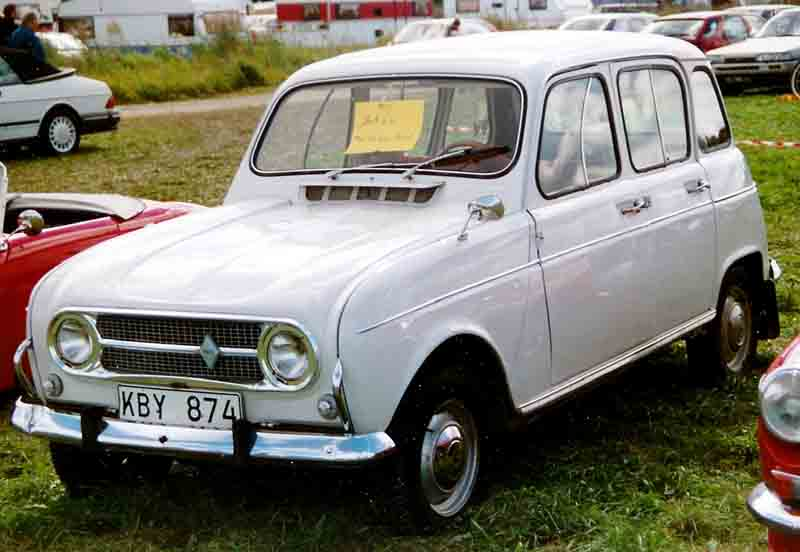
1967–1974 Renault 4L: Para 1968 el coche recibió una parrilla de aluminio más moderna que conservaría hasta 1974
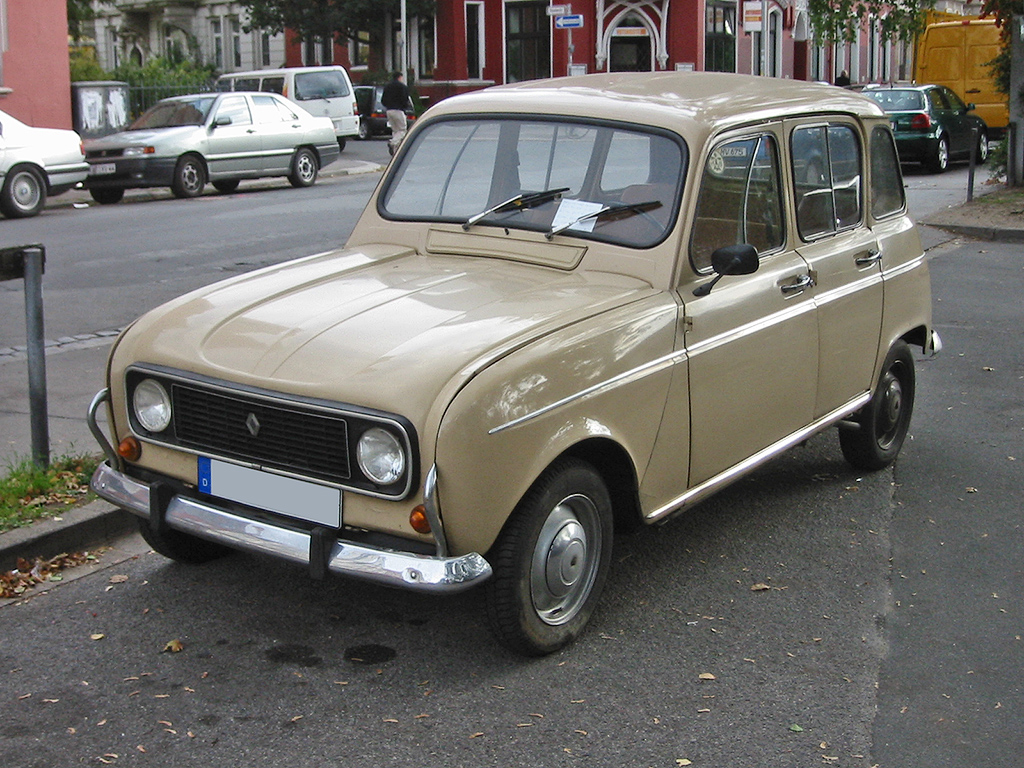
1974–1978 Renault 4L: En 1974, una parrilla de plástico reemplazó a la de metal.
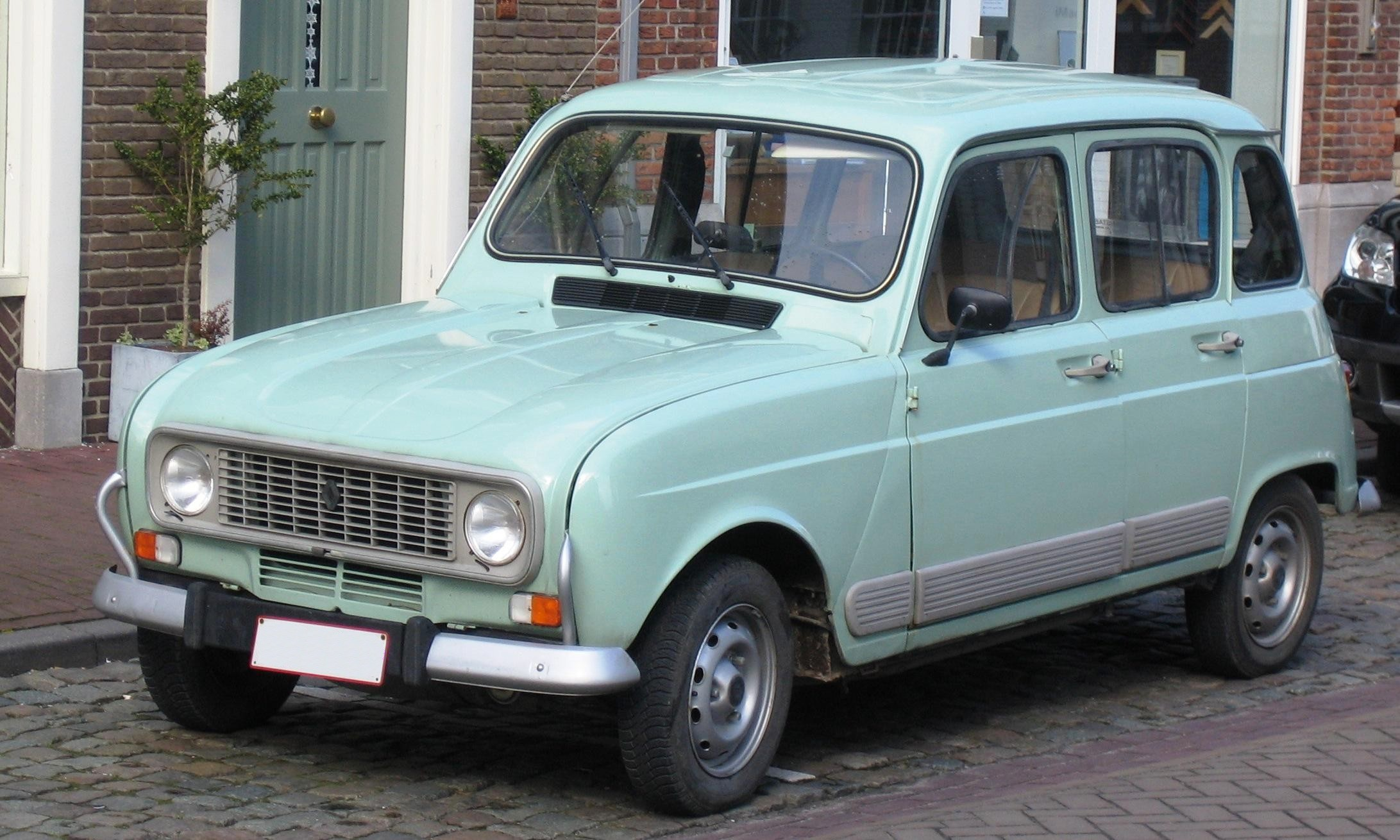
Renault 4 GTL 1978: en 1978 se produjo otro ligero lavado de cara en los coches del mercado europeo.
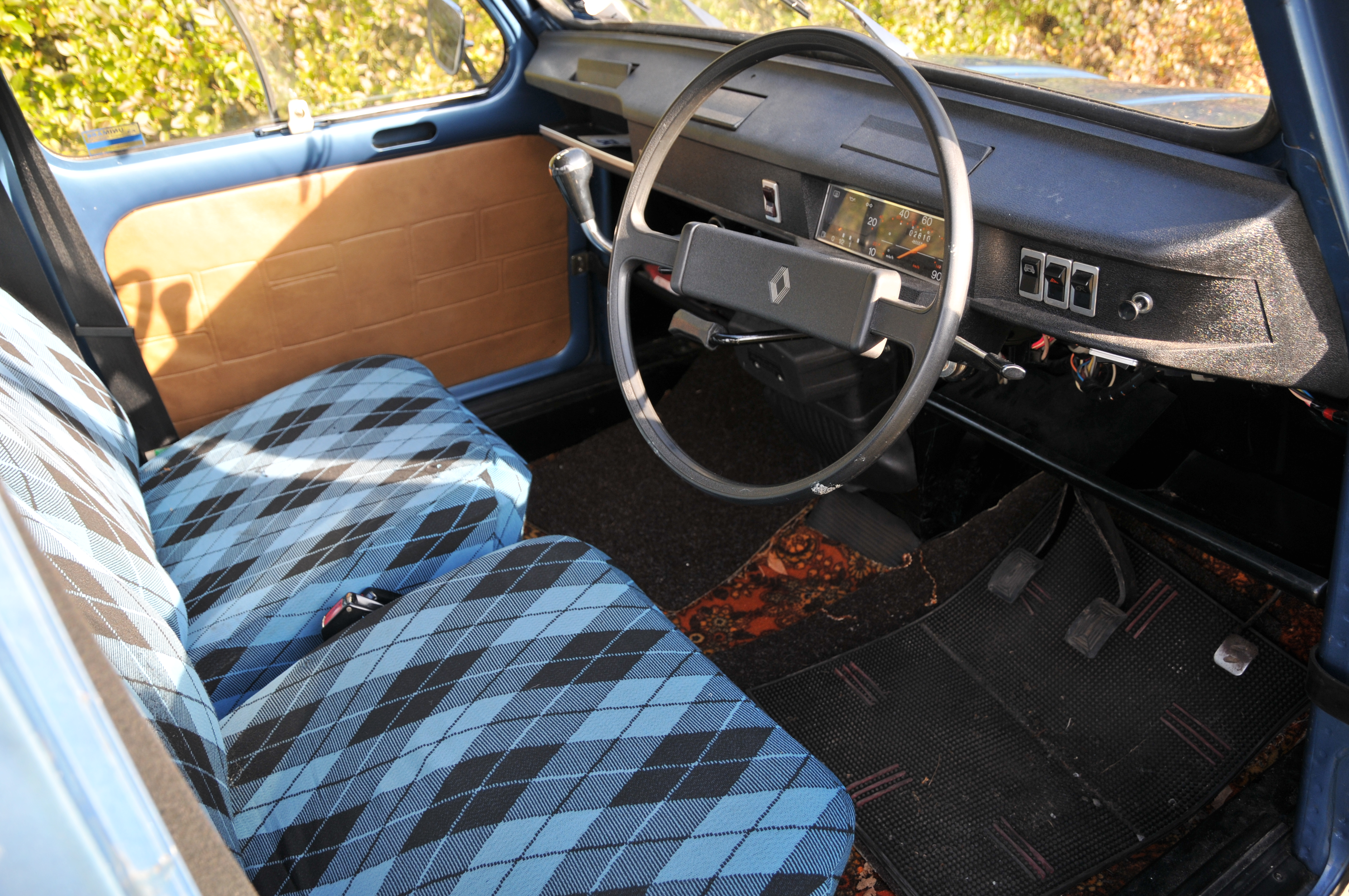
Interior del Renault 4 TL

## Motorizaciones

### R3 / R4
| Periodo                        | 1961-1962               | 1961-1962               | 1962-1965               | 1961-1962               | 1962-1963               | 1963-1964               | 1964-1965               | 1963-1965               | 1963-1965               |                         |                         |                         |                         |                       |           |
| Tipo de motor                  | L4 8V, OHV, carburación | L4 8V, OHV, carburación | L4 8V, OHV, carburación | L4 8V, OHV, carburación | L4 8V, OHV, carburación | L4 8V, OHV, carburación | L4 8V, OHV, carburación | L4 8V, OHV, carburación | L4 8V, OHV, carburación | L4 8V, OHV, carburación | L4 8V, OHV, carburación | L4 8V, OHV, carburación | L4 8V, OHV, carburación |                       |           |
| Identificación del motor       | 690-01                  | 680-01                  | 680-02                  | 608-01                  | 800-01                  | 800-01                  | 800-01                  | 800-01                  | 680-02                  |                         |                         |                         |                         |                       |           |
| Diámetro x carrera             | 49 mm x 80 mm           | 54,5 mm x 80 mm         | 54,5 mm x 80 mm         | 54,5 mm x 80 mm         | 58 mm x 80 mm           | 58 mm x 80 mm           | 58 mm x 80 mm           | 58 mm x 80 mm           | 54,5 mm x 80 mm         |                         |                         |                         |                         |                       |           |
| Cilindrada                     | 603 cm³                 | 747 cm³                 | 747 cm³                 | 747 cm³                 | 845 cm³                 | 845 cm³                 | 845 cm³                 | 845 cm³                 | 747 cm³                 |                         |                         |                         |                         |                       |           |
| Relación de compresión         | 8,5:1                   | 8,5:1                   | 8,5:1                   | 8,5:1                   | 8:1                     | 8:1                     | 8:1                     | 8:1                     | 8,5:1                   |                         |                         |                         |                         |                       |           |
| Potencia máxima: CV (kW) @ rpm | 23 CV (17 kW) @ 4300    | 24 CV (18 kW) @ 4500    | 27 CV (20 kW) @ 4700    | 24 CV (18 kW) @ 4500    | 30 CV (22 kW) @ 4700    | 30 CV (22 kW) @ 4700    | 30 CV (22 kW) @ 4700    | 30 CV (22 kW) @ 4700    | 27 CV (20 kW) @ 4700    |                         |                         |                         |                         |                       |           |
| Par máximo: Nm @ rpm           | 42 Nm                   | 48 Nm @ 2500            | 50 Nm @ 2500            | 48 Nm @ 2500            | 68 Nm @ 2300            | 68 Nm @ 2300            | 68 Nm @ 2300            | 68 Nm @ 2300            | 50 Nm @ 2500            |                         |                         |                         |                         |                       |           |
| Tracción                       | Delantera               | Delantera               | Delantera               | Delantera               | Delantera               | Delantera               | Delantera               | Delantera               | Delantera               | Delantera               | Delantera               | Delantera               | Delantera               | Delantera             | Delantera |
| Transmisión                    | Manual, 3 velocidades   | Manual, 3 velocidades   | Manual, 3 velocidades   | Manual, 3 velocidades   | Manual, 3 velocidades   | Manual, 3 velocidades   | Manual, 3 velocidades   | Manual, 3 velocidades   | Manual, 3 velocidades   | Manual, 3 velocidades   | Manual, 3 velocidades   | Manual, 3 velocidades   | Manual, 3 velocidades   | Manual, 3 velocidades |           |
| Peso                           | 540 kg                  | 570 kg                  | 580 kg                  | 605 kg                  | 630 kg                  | 630 kg                  | 630 kg                  | 630 kg                  | 580 kg                  |                         |                         |                         |                         |                       |           |
| Velocidad máxima               | 90 km/h                 | 100 km/h                | 105 km/h                | 100 km/h                | 105 km/h                | 105 km/h                | 105 km/h                | 105 km/h                | 100 km/h                |                         |                         |                         |                         |                       |           |
| Consumo combinado (L/100 km)   | -                       | 5,9                     | 6                       | 5,9                     | 6                       | 6                       | 6                       | 6                       | 5,9                     |                         |                         |                         |                         |                       |           |

### Renault 4L
|                                | Base                  | Luxe                  | L                     | L                     | L                     | Export                | Export                | Export                | Export                | TL                    | TL                    | TL Savane             | Safari                | GTL                   |                    |
| ------------------------------ | --------------------- | --------------------- | --------------------- | --------------------- | --------------------- | --------------------- | --------------------- | --------------------- | --------------------- | --------------------- | --------------------- | --------------------- | --------------------- | --------------------- | ------------------ |
| Periodo                        | 1977-1982             | 1965-1966             | 1966-1967             | 1967-1971             | 1971-1978             | 1965-1967             | 1965-1967             | 1967-1969             | 1971-1974             | 1975-1982             | 1982-1986             | 1986-1992             | 1975-1978             | 1978-1992             |                    |
| Tipo de motor                  | L4 8v, carburación    | L4 8v, carburación    | L4 8v, carburación    | L4 8v, carburación    | L4 8v, carburación    | L4 8v, carburación    | L4 8v, carburación    | L4 8v, carburación    | L4 8v, carburación    | L4 8v, carburación    | L4 8v, carburación    | L4 8v, carburación    | L4 8v, carburación    | L4 8v, carburación    | L4 8v, carburación |
| Identificación del motor       | 839-06                | 680-02                | 680-02                | 680-02                | 639-06                | 680-02                | 800-01                | 800-03                | 839-06                | 839-06                | B1B                   | C1C                   | 839-06                | C1E                   |                    |
| Diámetro x carrera             | 55,8 mm x 80 mm       | 54,5 mm x 80 mm       | 54,5 mm x 80 mm       | 54,5 mm x 80 mm       | 55,8 mm x 80 mm       | 54,5 mm x 80 mm       | 58 mm x 80 mm         | 58 mm x 80 mm         | 55,8 mm x 80 mm       | 55,8 mm x 80 mm       | 58 mm x 80 mm         | 65 mm x 72 mm         | 55,8 mm x 80 mm       | 70 mm x 72 mm         |                    |
| Cilindrada                     | 782 cm³               | 747 cm³               | 747 cm³               | 747 cm³               | 782 cm³               | 747 cm³               | 845 cm³               | 845 cm³               | 782 cm³               | 782 cm³               | 845 cm³               | 956 cm³               | 782 cm³               | 1108 cm³              |                    |
| Relación de compresión         | 8,5:1                 | 8,5:1                 | 8,5:1                 | 8,5:1                 | 8,5:1                 | 8,5:1                 | 8:1                   | 8:1                   | 8,5:1                 | 8,5:1                 | 8:1                   | 8,3:1                 | 8,5:1                 | 9,5:1                 |                    |
| Potencia máxima: CV (kW) @ rpm | 27 CV (20 kW) @ 5000  | 27 CV (20 kW) @ 4700  | 27 CV (20 kW) @ 4700  | 27 CV (20 kW) @ 4700  | 27 CV (20 kW) @ 5000  | 27 CV (20 kW) @ 4700  | 30 CV (22 kW) @ 4700  | 30 CV (22 kW) @ 4700  | 27 CV (20 kW) @ 5000  | 27 CV (20 kW) @ 5000  | 34 CV (25 kW) @ 5000  | 34 CV (25 kW) @ 5000  | 27 CV (20 kW) @ 5000  | 34 CV (25 kW) @ 4000  |                    |
| Par máximo: Nm @ rpm           | 48 Nm @ 2500          | 50 Nm @ 2500          | 50 Nm @ 2500          | 50 Nm @ 2500          | 48 Nm @ 2500          | 50 Nm @ 2500          | 68 Nm @ 2300          | 68 Nm @ 2300          | 48 Nm @ 2500          | 48 Nm @ 2500          | 58 Nm @ 2500          | 64 Nm @ 2500          | 48 Nm @ 2500          | 74 Nm @ 2500          |                    |
| Tracción                       | Delantera             | Delantera             | Delantera             | Delantera             | Delantera             | Delantera             | Delantera             | Delantera             | Delantera             | Delantera             | Delantera             | Delantera             | Delantera             | Delantera             | Delantera          |
| Transmisión                    | Manual, 4 velocidades | Manual, 3 velocidades | Manual, 3 velocidades | Manual, 4 velocidades | Manual, 4 velocidades | Manual, 3 velocidades | Manual, 3 velocidades | Manual, 4 velocidades | Manual, 4 velocidades | Manual, 4 velocidades | Manual, 4 velocidades | Manual, 4 velocidades | Manual, 4 velocidades | Manual, 4 velocidades |                    |
| Peso                           | 690 kg                | 580 kg                | 580 kg                | 580 kg                | 570 kg                | 580 kg                | 630 kg                | 630 kg                | 635 kg                | 635 kg                | 690 kg                | 700 kg                | 635 kg                | 720 kg                |                    |
| Velocidad máxima               | 110 km/h              | 105 km/h              | 105 km/h              | 105 km/h              | 110 km/h              | 105 km/h              | 105 km/h              | 110 km/h              | 110 km/h              | 110 km/h              | 125 km/h              | 115 km/h              | 110 km/h              | 120 km/h              |                    |
| Consumo combinado (L/100 km)   | -                     | 5,9                   | 5,9                   | 5,9                   | -                     | 5,9                   | 6                     | 6                     | -                     | -                     | 7,3                   | 6,6                   | 6,4                   | 5,9                   |                    |

## Lanzamiento del R3 y R4
Renault lanzó el Renault 3 y el Renault 4 simultáneamente en julio de 1961. Los coches compartían la misma carrocería y la mayoría de los componentes mecánicos, pero el R3 estaba propulsado por una versión de 603 cc del motor, mientras que el R4 presentaba un motor de 747 cc. Esto colocó al R3 en la clase de impuestos 3CV, mientras que el R4 estaba en la clase 4CV. La potencia máxima de salida fue clasificada por Renault como 22,5 hp (16,5 kW) para el R3, y 26,5 o 32 hp (19,5 o 23,5 kW) para el R4, dependiendo del nivel de precio y el tipo de carburador instalado. Inicialmente, las versiones básicas del R3 y R4 venían con un grueso pilar C detrás de cada una de las puertas traseras. El cuarto de cristal era una opción de 400 francos para el R4 básico. La visibilidad adicional aumentó el peso del vehículo, pero estas ventanas pronto se convirtieron en estándar para todos los R4.
Los R3 y R4 estaban dirigidos al Citroën 2CV, que empleaba muelles suaves y un largo recorrido de rueda para absorber los baches en carreteras irregulares. El Renault 3/4 aplicó el mismo enfoque y dos modelos se presentaron en el Salón del Automóvil de París de 1961 en una exposición especializada que incorporaba una carretera de rodadura irregular. Los visitantes podían sentarse en un coche, que permanecía inmóvil mientras la suspensión absorbía los baches erráticos de la carretera. En 1962, Renault utilizó la misma exhibición en el Salón del Automóvil de Turín.
La versión básica del R3 tenía un precio 40 francos inferior a la versión más económica del Citroën 2CV en 1961 y contaba con parachoques y parrilla pintados, un panel de instrumentos simplificado, una única visera parasol, sin lavaparabrisas y sin paneles interiores de las puertas. Esta versión también se ofrecía con el motor R4, más potente. El R4L, con seis ventanas laterales, parachoques y parrilla cromados, además de un interior más sencillo, costaba 400 francos (aproximadamente un 8 %) más que el R4 con cuatro ventanas laterales. Sin embargo, al igual que ocurrió con el Renault 4CV "Service" en 1953, los clientes rechazaron el modelo básico y en octubre de 1962, el Renault R3 fue descontinuado, junto con la versión más básica del Renault 4.
También se ofreció una versión "Super" (denominada "de Luxe" en algunos mercados de exportación) con ventanas traseras de cuarto de luz que se abrían y acabados adicionales. Las versiones de Luxe y Super del R4L recibieron una versión del motor del Renault Dauphine que les dio una cilindrada de 845 cc. Tras la retirada del R3 con motor de 603 cc, el modelo R4 de 747 cc siguió comercializado con un precio de venta recomendado de entrada, pero las versiones L, con un motor ligeramente mayor, fueron más populares. En 1965, Renault eliminó la "R" adicional de los nombres de sus modelos: el Renault R4L se convirtió así en el Renault 4L.

## Motorizaciones
Las primeras versiones del Renault R4 utilizaban motores y transmisiones del Renault 4CV. El diseño original preveía una cilindrada de entre 600 cc y 700 cc, pero no hubo consenso sobre si usar un motor de cuatro cilindros o, siguiendo el ejemplo de Citroën, un motor de dos cilindros. Ante el rápido crecimiento de la cuota de mercado de Volkswagen en Europa y Norteamérica, Renault también consideró seriamente la opción de un motor bóxer refrigerado por aire para los futuros R3/R4. Sin embargo, utilizar el grupo refrigerado por agua existente del 4CV fue una solución, especialmente en vista del largo período de problemas iniciales que tuvo el Renault Frégate, que entonces era el intento más reciente de Renault de desarrollar un motor innovador. Los motores existentes eran más grandes que los especificados por la gerencia para el nuevo 4CV, pero el fabricante de automóviles abordó esto reduciendo el diámetro para que la capacidad total del motor base para el nuevo R3 resultara en 603 cc, cómodamente en el extremo inferior del rango requerido de 600-700 cc. Sin embargo, dado que Renault ya producía la versión de 747 cc del motor que estaba bien probado en el 4CV, tenía sentido usarlo también en lo que en muchos aspectos sería el sucesor del automóvil anterior. Por lo tanto, en 1961, el R3 tenía un diámetro de 49 mm y una carrera de 80 mm, mientras que el R4 recibió el motor existente de 54,5 mm × 80 mm.
Trasladar el motor de la parte trasera del 4CV a la delantera del nuevo modelo implicó una planificación exhaustiva: se introdujeron cambios de diseño en la unidad como parte del proceso. El colector de admisión era ahora de acero fundido, mientras que en el 4CV se había construido con una aleación ligera. Esto se debió a consideraciones de coste, ya que el aluminio no era tan barato como quince años antes. Renault también aprovechó la oportunidad para introducir una característica que posteriormente se popularizó. Renault diseñó un sistema de refrigeración "sellado de por vida", respaldado por un pequeño depósito de expansión en el lado derecho del compartimento del motor. El sistema de refrigeración contenía anticongelante, diseñado para permitir el funcionamiento sin necesidad de rellenar el depósito ni realizar ninguna otra intervención durante toda la vida útil del vehículo, siempre que se evitaran temperaturas ambiente inferiores a -40 °C.
Los motores eran más grandes que los pequeños motores de 425 cc (posteriormente 602 cc y 29 PS), del 2CV. El R4 siempre tuvo un motor de cuatro cilindros refrigerado por agua. La capacidad del motor original de 747 cc del Renault R4 sirvió para diferenciar el modelo del más potente Renault Dauphine, pero el motor de 845 cc del Dauphine se utilizó en el propio 4 a partir de 1963: para la mayoría de los mercados en esta etapa, el motor Dauphine ahora venía de serie en el Renault R4 Super de gama alta, y estaba disponible en algunas otras versiones solo como un extra opcional. Dado que los motores Renault de 603, 747 y 845 cc compartían la misma carrera del cilindro y tenían el mismo diseño básico, es probable que hubiera muy poca diferencia entre los costos de fabricación del bloque motor básico entre los tres. Estos tres caían dentro de diferentes clases impositivas (3CV, 4CV y 5CV respectivamente), pero en este extremo del mercado los niveles impositivos eran ahora un problema menor en aquellos países europeos que aún gravaban los automóviles según el tamaño del motor.
Con el tiempo, la creciente tendencia a la producción de Renault 4 en una amplia gama de países reduce la validez de las afirmaciones generalizadas sobre qué motores se instalaron cuando: en los automóviles fabricados en Francia, el antiguo motor de 845 cc continuó en las versiones bajas hasta mediados de la década de 1980, pero en 1978 los Renault 4 GTL de gama alta recibieron el nuevo motor de 1108 cc: sin embargo, este motor no era nuevo para Renault, siendo el motor "Sierra" de cinco rodamientos, instalado por primera vez en la furgoneta Estafette y el R8 en el verano de 1962. Una versión más pequeña (956 cc) de este nuevo motor finalmente reemplazó al ahora venerable motor de 845 cc en el 4 en 1986. A diferencia del motor "Billancourt" original del 4CV, el motor Sierra giraba en el sentido de las agujas del reloj, por lo que su instalación requería invertir la dirección del diferencial en la caja de cambios para evitar producir un automóvil con una velocidad hacia adelante y cuatro velocidades hacia atrás.

## Transmisión
La transmisión inicial era manual de tres velocidades, descrita por un crítico como una característica obsoleta en comparación con la manual de cuatro velocidades del Citroën 2CV, que entonces tenía trece años. Irónicamente, el nuevo Renault 4 no heredó su transmisión del Renault 4CV ni de ningún otro modelo: la transmisión se desarrolló específicamente para el coche. La palanca de cambios, montada en el tablero, estaba conectada mediante una varilla horizontal recta que pasaba por encima del motor y el embrague, montados longitudinalmente, directamente a la caja de cambios, situada justo en la parte delantera. La ausencia de varillaje a nivel del suelo permitía un suelo plano en todo el ancho del habitáculo. El sincronizador solo estaba disponible en las dos relaciones superiores, a pesar de que la baja potencia del motor obligaba a los conductores a cambiar de marcha con frecuencia en carreteras normales y con ganas de avanzar con prudencia. En este punto, Renault reconoció rápidamente su error y los coches producidos a partir de 1962 incorporaron sincronizadores en las tres relaciones. En 1968, el Renault 4 recibió finalmente una transmisión de cuatro velocidades.

## Estructura y tren de rodaje

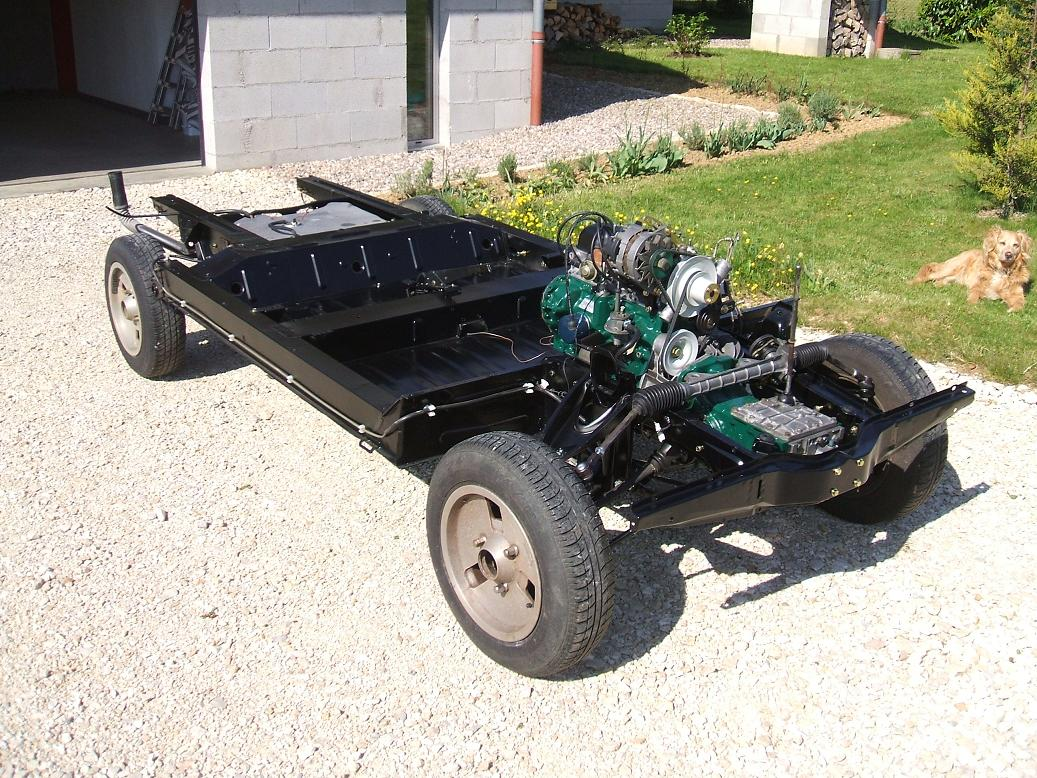
Chasis rodante de Renault 4 que muestra la estructura del bastidor de la plataforma del automóvil.

Los tres principales nuevos modelos introducidos por Renault desde la guerra, construcción monocasco destacada "sin chasis" su fabricación era más económica y reducía los costos operativos gracias al menor peso del vehículo. El diseño del Renault R3/R4 desafió este mantra, ya ampliamente aceptado, al emplear una plataforma independiente a la que se fijaba la carrocería. De este modo, se redujo la función estructural de la carrocería para mantener la rigidez general, lo que redujo la tensión en el techo y permitió el uso de montantes de ventanilla más delgados. Si bien el uso de una plataforma independiente se asemejaba, en algunos aspectos, al uso que los diseños de preguerra habrían dado a un chasis, el resultado fue una estructura descrita como semimonocasco, que posteriormente permitiría a Renault utilizar la plataforma R4, con muy pocas modificaciones, para fabricar nuevos modelos como el Renault 6 y el Rodeo. (Posteriormente, el exitoso Renault 5 utilizó el tren de rodaje del R4, pero en una carrocería monocasco).

## Suspensión

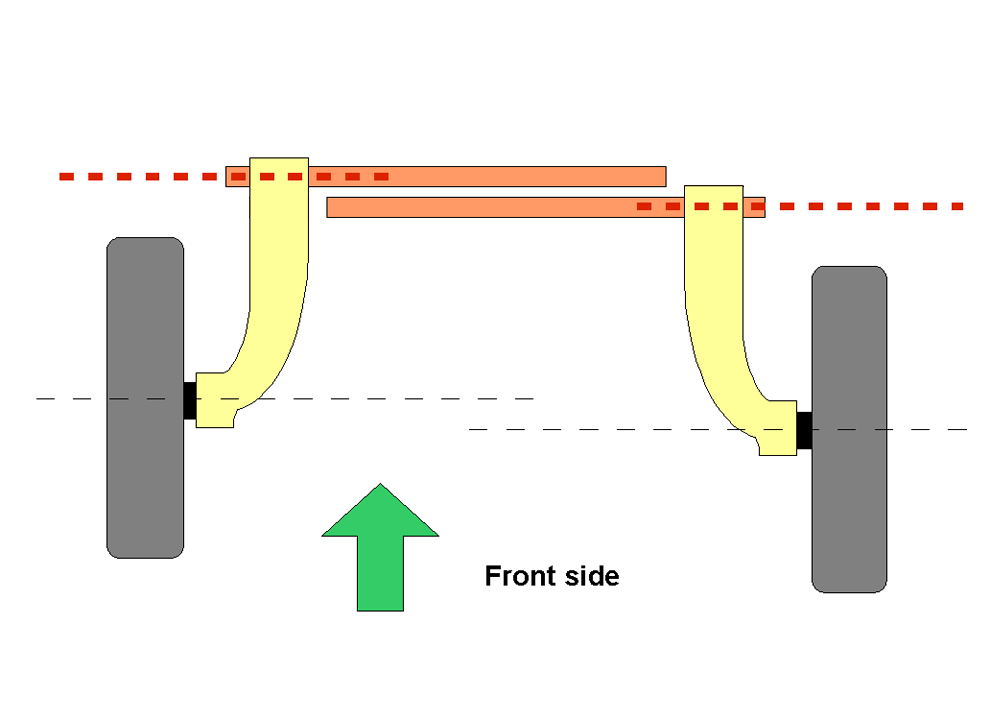
Como las barras de torsión traseras están situadas una detrás de la otra, la distancia entre ejes es más larga en el lado derecho que en el izquierdo.

Los R3 y R4 contaban con suspensión independiente con barra de torsión en las cuatro ruedas. Esta innovación se replicaría en una sucesión de Renault con motor delantero, introducidos durante las décadas de 1960 y 1970.
El coche tiene una distancia entre ejes más corta a la izquierda que a la derecha porque las ruedas traseras no están montadas directamente una frente a la otra. Este concepto permitió un diseño muy simple de la suspensión trasera mediante barras de torsión transversales ubicadas una tras otra, sin afectar la maniobrabilidad. Las barras de torsión delanteras eran longitudinales. El extremo fijo de las barras de torsión está montado sobre cuadrantes ajustables mediante un sistema de orificios y pernos de fijación. Esto permite reforzar la suspensión y aumentar la distancia al suelo. Con herramientas especializadas proporcionadas por Renault, se pueden realizar ajustes para dotar al ligero 4L de capacidades todoterreno. Esta característica, junto con la instalación de una gruesa placa protectora de aluminio bajo el motor, ha sido utilizada por pilotos todoterreno y estudiantes participantes del Trofeo 4L. La amortiguación se proporciona mediante amortiguadores telescópicos hidráulicos en las cuatro ruedas. Los de la parte trasera se montaron prácticamente en horizontal, lo que evitó la intrusión de componentes de la suspensión trasera en la cabina de pasajeros de piso plano.
La disposición longitudinal del motor y la transmisión de tracción delantera, con el motor detrás del eje delantero y la caja de cambios/diferencial delante, es idéntica a la del Citroën Traction Avant. La suspensión es similar, con la diferencia de que se ha eliminado la viga flexible del Citroën entre las ruedas traseras para dotar al Renault 4 de una suspensión trasera totalmente independiente.

## El Renault 4 en los cinco continentes

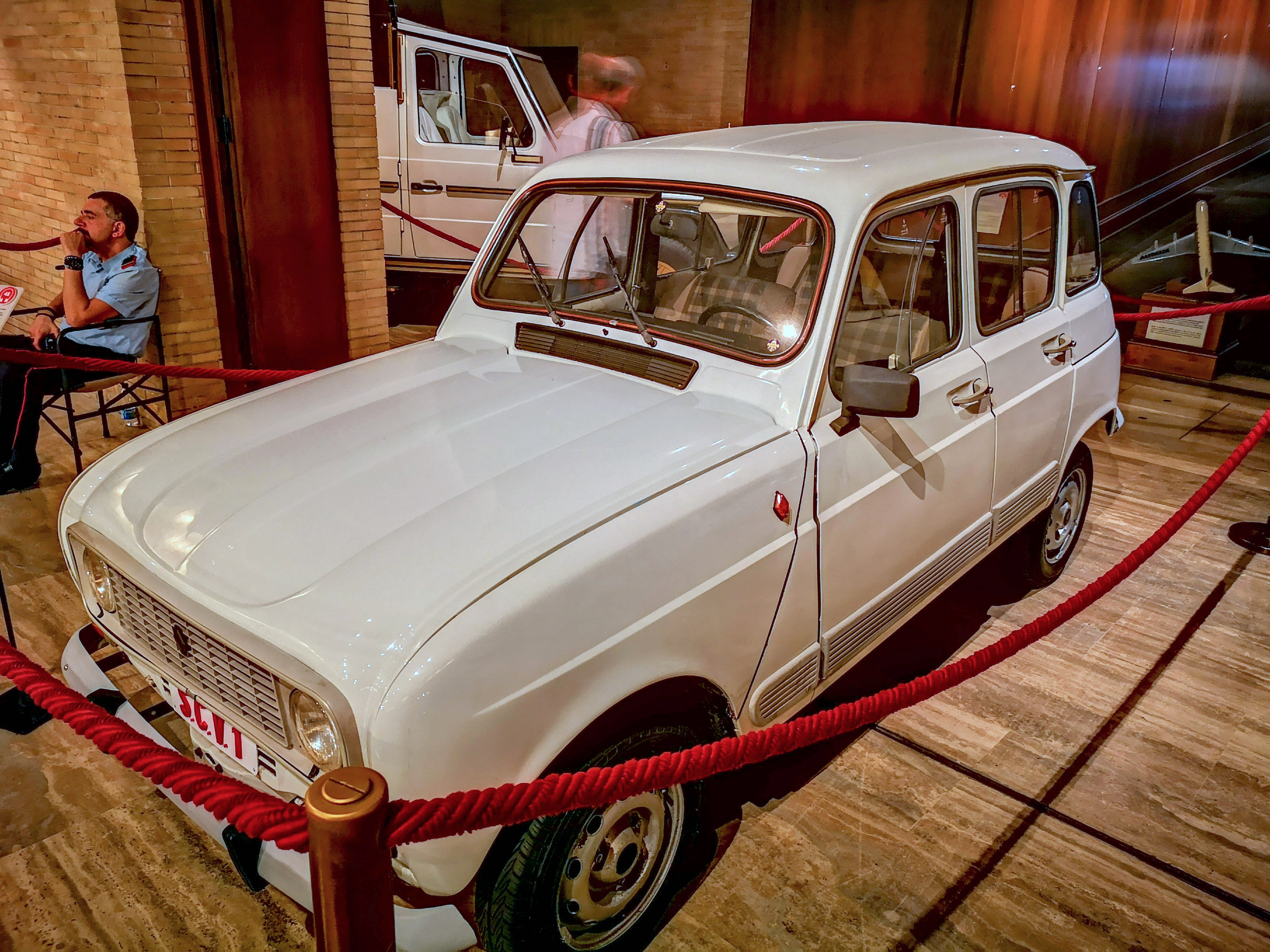
Renault 4 1984.

En 1963 se comenzó a fabricar en Argentina, en la planta IKA Renault (Industrias Kaiser Argentina, hoy día Renault Argentina S.A.) en la planta de Santa Isabel, provincia de Córdoba, y en España por FASA-Renault, en la localidad de Valladolid, de modo que las unidades españolas también montaron desde el principio el motor Ventoux de 845 cc de que estaban provistos los Dauphine (pero estos llevaban una relación de compresión de 7,75:1 en vez de 8:1 de los Super galos) y que se fabricaban en Santander, en las factorías de Nueva Montaña Quijano.
FASA-Renault fabricó a lo largo de agosto-septiembre de 1963 (finalmente el modelo pasaría las pruebas de homologación a finales de septiembre)  los primeros 150 ejemplares de  Renault 4L preserie, con algunas diferencias con lo que luego sería finalmente el modelo de serie, siendo la más llamativa a simple vista el sistema de apertura de puertas desde el interior mediante un tirador, opción posteriormente descartada probablemente con motivo de ahorro de costes y el sistema de apertura del maletero. Estos vehículos en su gran mayoría circularon con matrícula provisional y fueron destinados a concesionarios y pruebas de las revistas de la época. De estos primeros 150 ejemplares fabricados por FASA-Renault solo uno se conserva en la actualidad. Finalmente el Renault 4 salió a la venta en España el 24 de febrero de 1964, siendo las primeras unidades de serie entregadas y matriculadas a finales de marzo de 1964.
En 1968, la integración de la fabricación de motores en la propia Renault, en su factoría de Valladolid, hizo que los Renault 4 Super adoptaran, con la cilindrada aumentada a 852 cc, el motor Sierra (con cigüeñal de cinco apoyos) del Renault 8. Al nuevo conjunto se le acopló una caja de cuatro velocidades. Con tal motivo el modelo sufrió una transformación en su diseño que afectó principalmente a la calandra y a su interior, con un nuevo salpicadero y la utilización de los asientos delanteros del Renault 8, que exigieron el diseño de una nueva banqueta trasera adecuada al estilo de los nuevos asientos delanteros. El conjunto se cerró con una bandeja desmontable trasera que ocultaba el maletero. La versión económica continuó con los asientos espartanos y el motor Ventoux, una caja de cuatro velocidades derivada de la anterior de tres, y las bananas protectoras del nuevo paragolpes delantero.
En 1981 la cilindrada del «motor Cléon-Fonte» se elevó a 1108 cc, el ventilador pasó a ser eléctrico y el radiador se colocó inmediatamente detrás de la rejilla delantera. Esta recibió un diseño más moderno al utilizar las oportunidades que ofrecían los materiales plásticos. Por su parte, los frenos delanteros pasaron a ser de disco. Esta importante remodelación, que hacia prácticamente un automóvil nuevo a partir de uno veterano, lo puso al día y permitió su presencia en el mercado hasta los años 90.

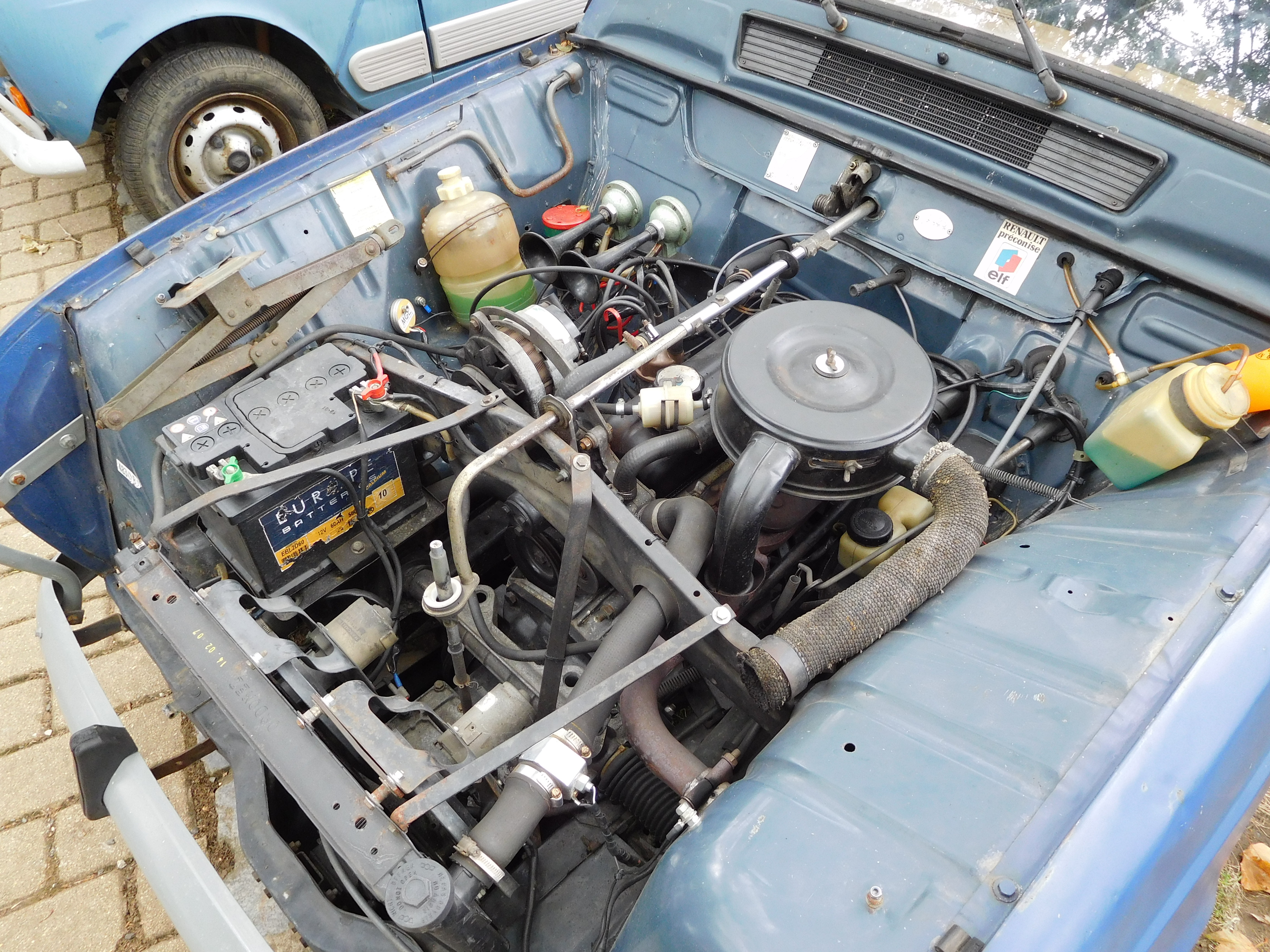
Motor longitudinal central con caja de cambios por delante
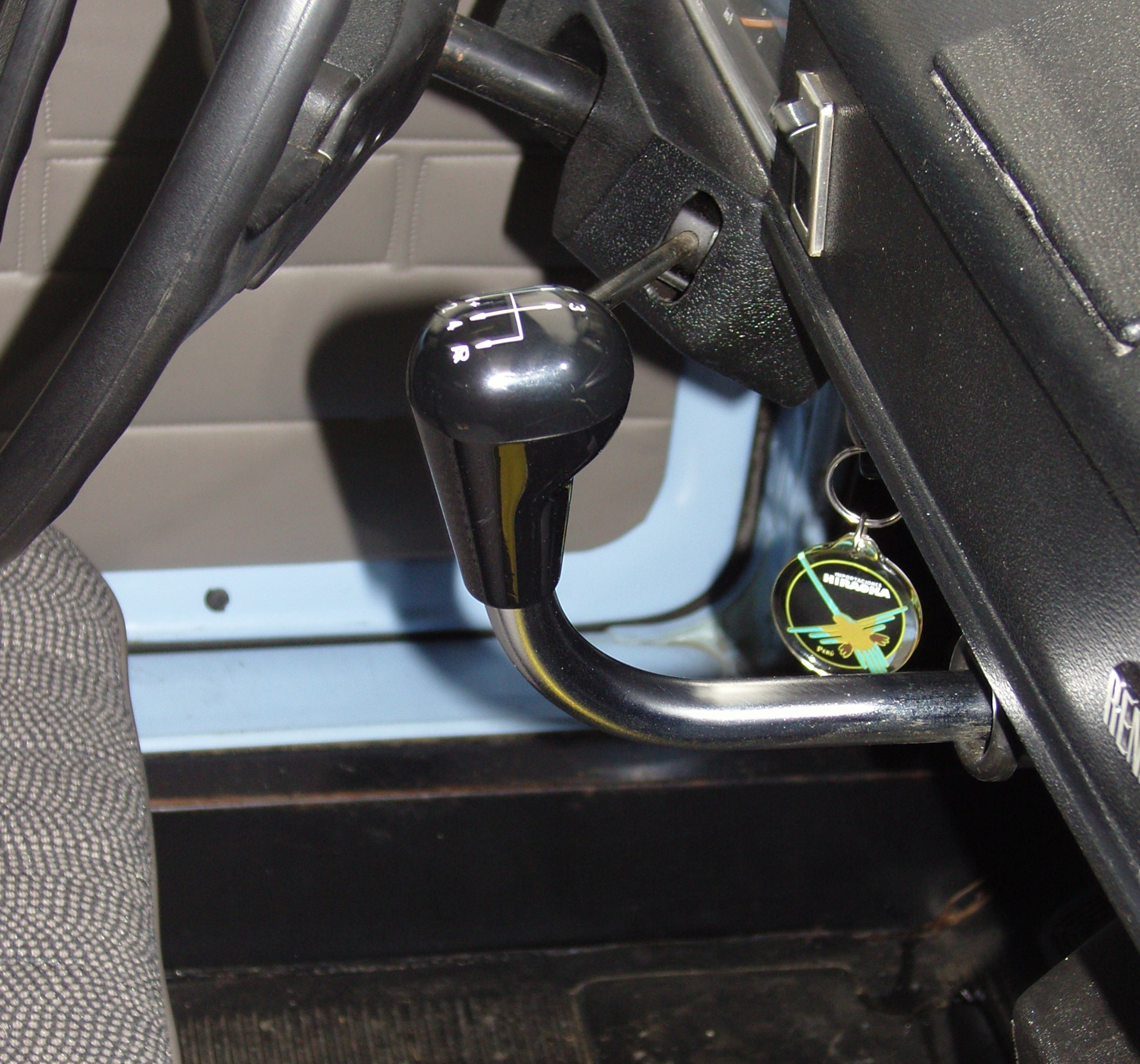
Palanca de cambios tipo revólver
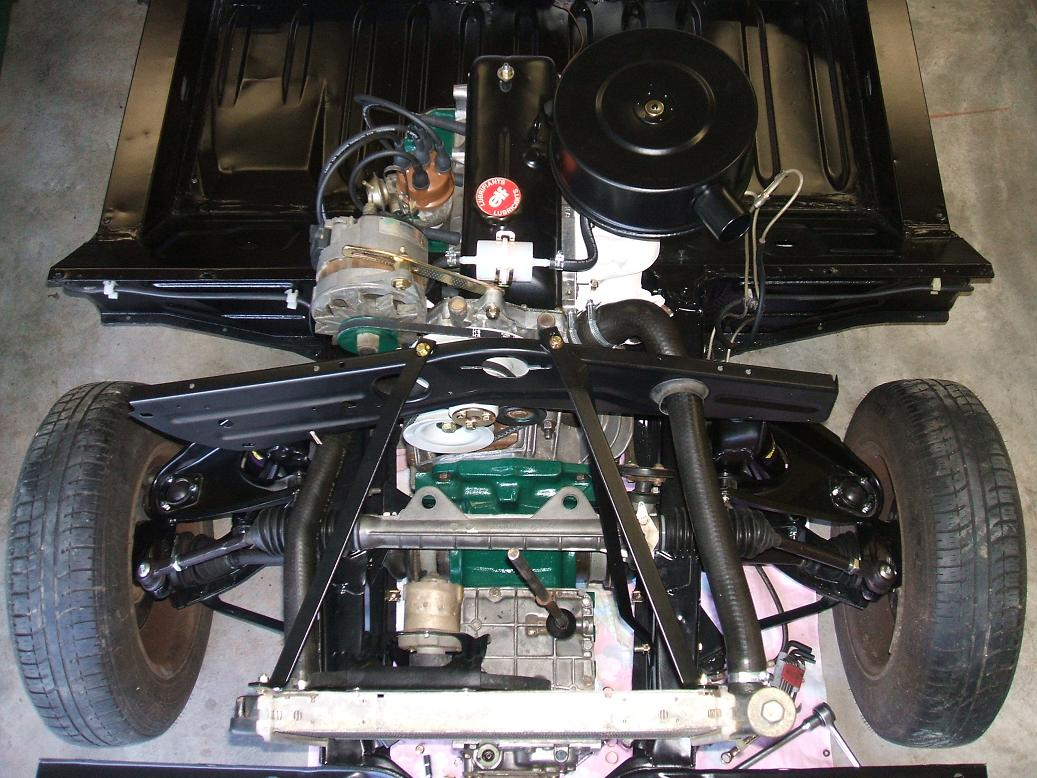
Motor delantero longitudinal central con tracción delantera
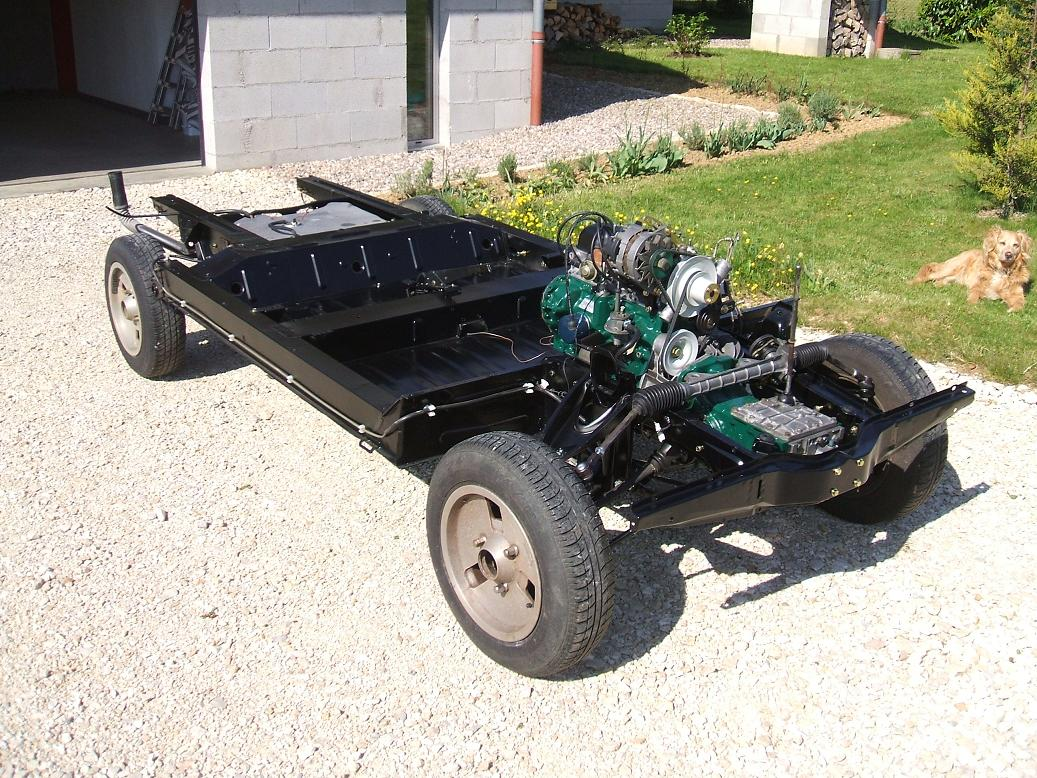
El chasis equipado con su mecánica

El Renault 4 fue un símbolo de la época, protagonista en películas, viajero a África, coche familiar y urbano, muy utilizado tanto por la policía francesa como por la Guardia Civil española hasta los 1990s. Pese a no tener ninguna apariencia ni carácter deportivo, participó hasta en el Rally de Montecarlo y era frecuente verlo en competencias tipo RAID. Incluso tenía una versión de carga o furgoneta identificada como 4F.

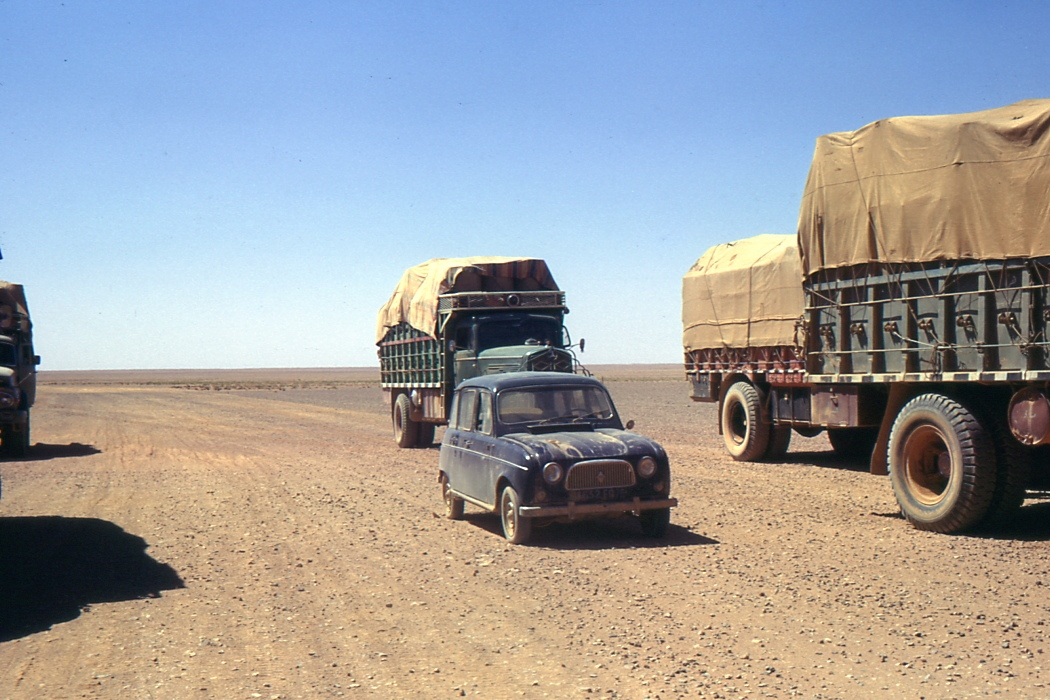
Renault 4, un gran monarca en el Oriente Medio

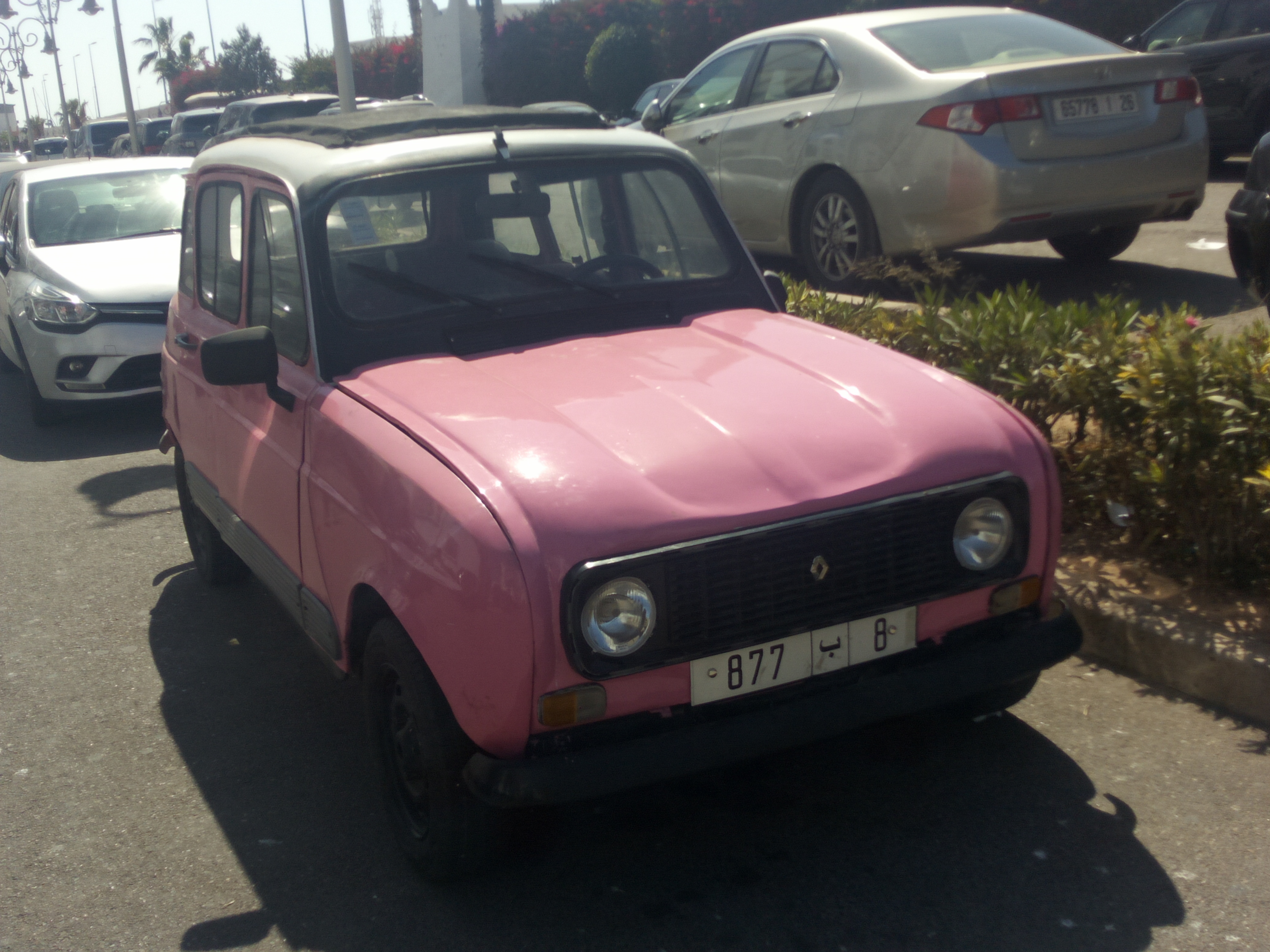
R4 repintado en rosa (Agadir, Marruecos, 2020)

Por entonces la Guardia Civil, al igual que lo hiciera anteriormente la Gendarmería Francesa, se interesó en adquirir un patrullero sencillo y económico para dotar los puestos rurales. Dado que con el presupuesto de un 4x4 se podían adquirir tres unidades del Renault 4, la opción por este permitía aumentar considerablemente el parque de unidades con un presupuesto ajustado, supeditado todo ello a un estudio que dejara los vehículos 4x4 para los terrenos más abruptos. De este modo, el Renault 4, al que se habían realizado unas adaptaciones con un techo abierto de lona y una segunda fila con dos asientos reversibles, fue usado con profusión para dotar los cuarteles rurales. Las unidades recibieron una pintura mate, muy similar a las de los vehículos militares. En subsiguientes entregas fueron suprimidas estas modificaciones, incluso la relativa a la pintura.
Los Renault 4 fueron usados durante los años 1990 en España por la Junta de Castilla y León para dotar de transporte a funcionarios de la Consejería de Medio Ambiente en algunas zonas rurales. El 4 ya había demostrado su dureza para recorrer las carreteras rurales y pistas no pavimentadas que no tuviesen grandes dificultades.
La aparición de las normas anticontaminacion Euro 1 europea, que exigía la utilización de catalizadores así como reformas que permitieran la utilización de gasolinas sin plomo, sumado al elevado coste de dicha adaptación y la edad del modelo, aconsejaron no realizar las inversiones necesarias para adaptarlo a las nuevas normativas. Tras prolongar su fabricación en Yugoslavia, concretamente en el territorio de Eslovenia, desapareció de manera definitiva en 1993, para dejar paso a las series económicas del Renault Supercinco que también se fabricaban en la planta eslovena en exclusiva tras la aparición del Clio.
Prueba de su gran historia es que actualmente son automóviles buscados por los nostálgicos por su mecánica, fiabilidad, bajo consumo y mantenimiento, y versatilidad por todo tipo de terrenos, gracias a su elevada distancia respecto al suelo y su flexible suspensión.
Existen numerosos clubes y asociaciones de amigos del Renault 4 que celebran con periodicidad encuentros en todo el mundo, en los cuales se pueden apreciar transformaciones realizadas en su carrocería, adaptaciones a usos playeros, de montaña, etc.
El Renault 4 se fabricó en dos continentes, Europa y América, pero se vendió en todo el mundo.

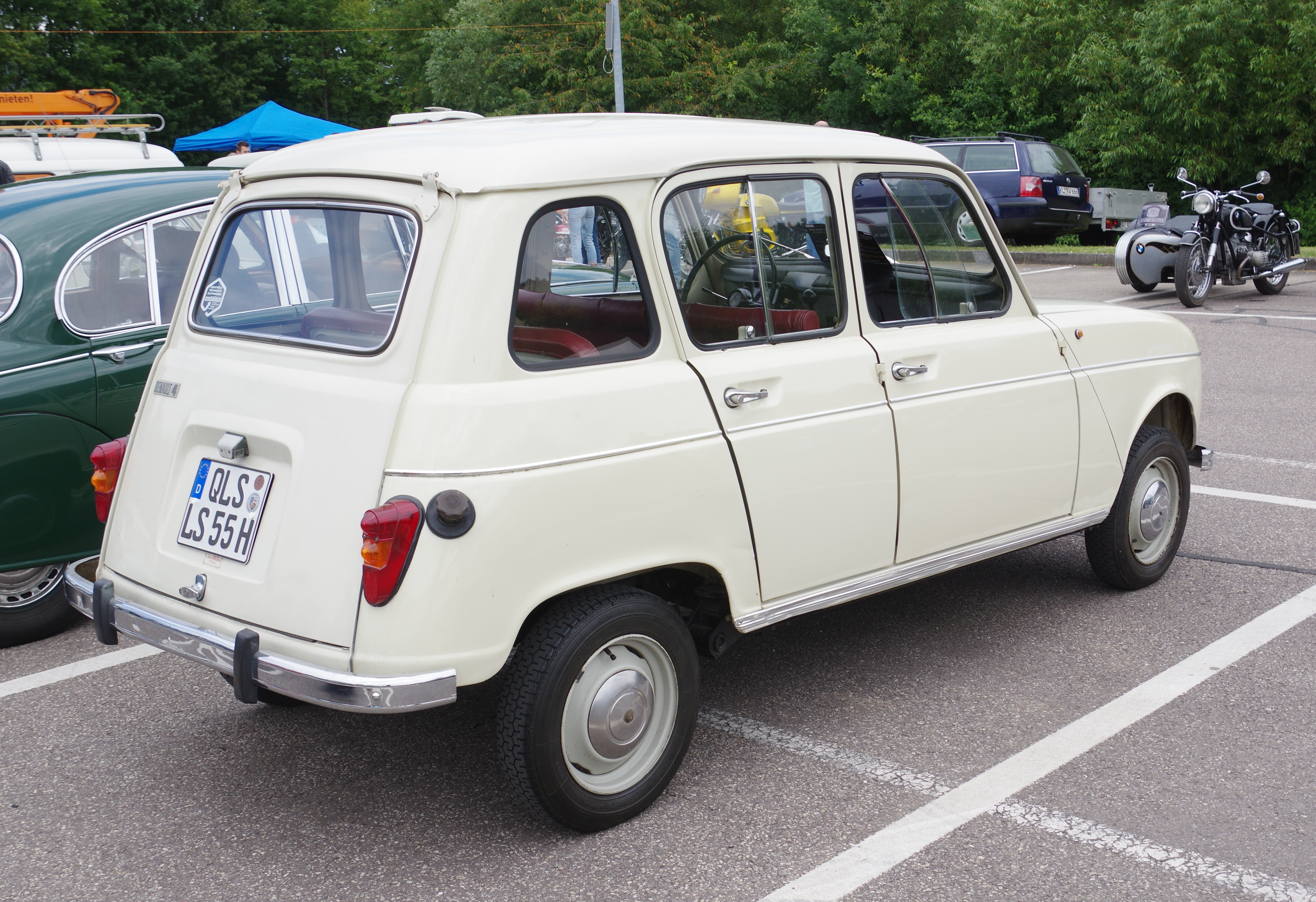
La primera berlina «hatchback» 5 puertas
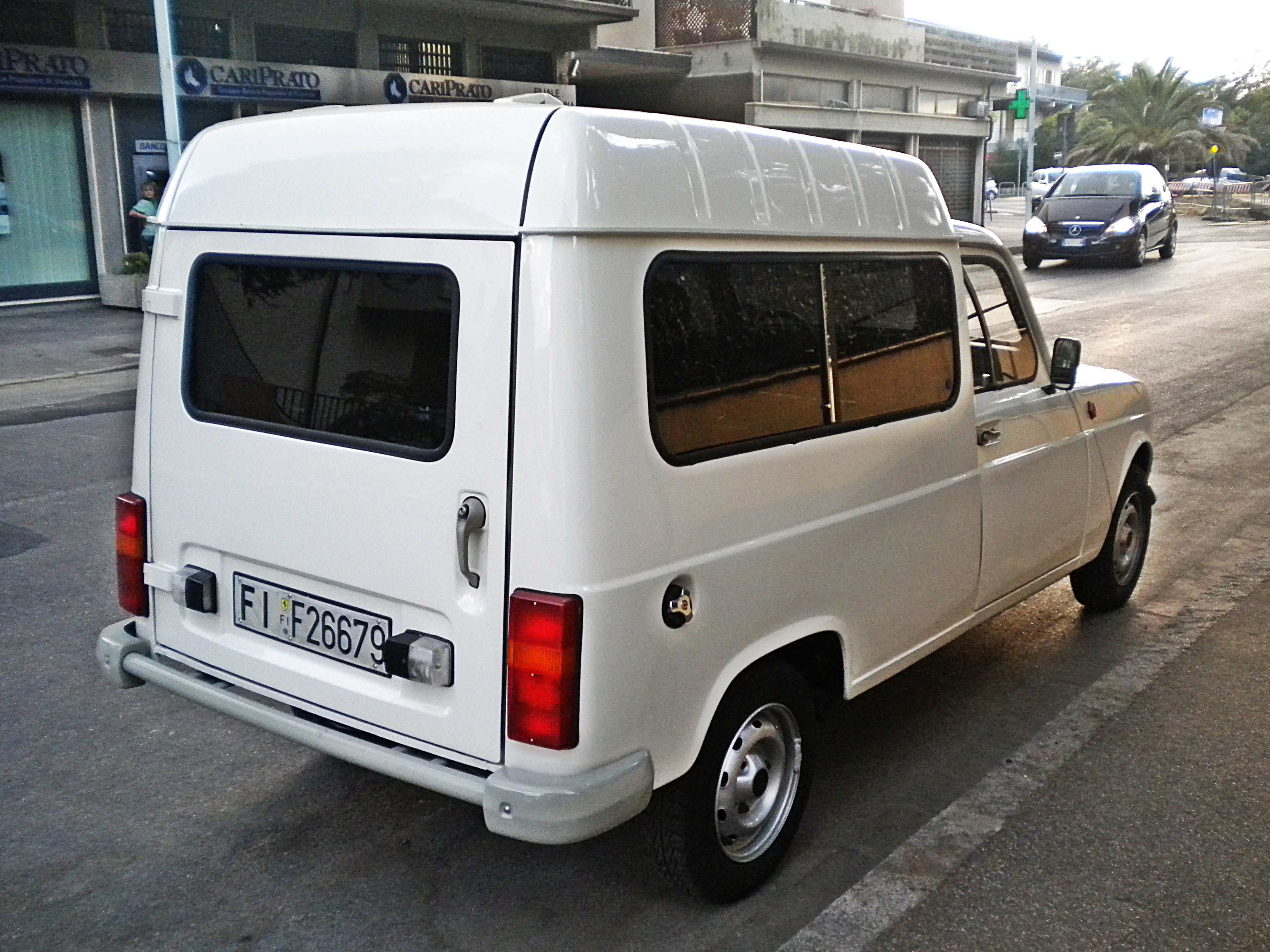
Renault 4F6 furgoneta Sobre-elevada acristalada

### Colombia

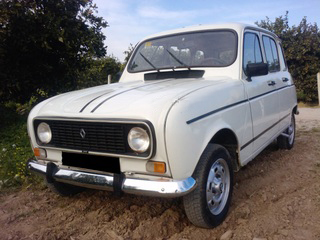
Renault 4TL año 1987 1.1L

Desde que se lanzó en 1970, el Renault 4 perseguía un objetivo: convertirse en el primer coche de miles de colombianos, cuyos ingresos no les permitían comprar un coche nuevo. Sin embargo, esto no sería una tarea fácil, ya que como primera instancia, el Renault 4 debía competir con los grandes vehículos estadounidenses, que ya se encontraban consolidados en la mente del consumidor desde mucho tiempo atrás y con otros coches pequeños que al igual que él, empezaban a prodigarse en el reducido mercado local de aquel entonces, tales como el Simca 1000, el Fiat 128 o el Fiat Polski 125p. Sumado a esto, muchas personas veían al Renault 4 como un vehículo pequeño, frágil y feo. Para contrarrestar tales impresiones, y lograr que el automovilista colombiano lo considerara como la mejor opción de compra, Sofasa y las principales productoras de aquel país, organizaron un Rally por toda Colombia, con el que pretendían presentar sus vehículos como capaces de superar las diferentes dificultades que proponían las carreteras nacionales. Tal Rally fue el precedente del enorme cariño que se ganó el Renault 4 en el corazón de millones de colombianos, ya que fue desde ese momento en donde la gente empezó a entender las grandes bondades que este raro automóvil tenía sobre sus competidores. Así, rápidamente miles de personas se acercaban a los concesionarios de Renault a comprar su R4, ya que para esa época el gobierno del presidente Misael Pastrana creó una línea de crédito flexible para incentivar la compra del Renault 4, el primer vehículo ensamblado y luego fabricado por la planta de Sofasa. Desde ese momento, el amigo fiel como se le llama a este automóvil en el país, se convirtió en un símbolo, en el cambio de la cultura automovilística colombiana, fue el primer coche nuevo de muchas familias y jóvenes, permitiendo con ello a la empresa consolidar la marca en el país. El Renault 4 permaneció en el mercado 22 años, durante los cuales se produjeron aproximadamente 100 000 unidades, y su apodo en ese país fue «El Amigo Fiel» o «El Carro Colombiano».

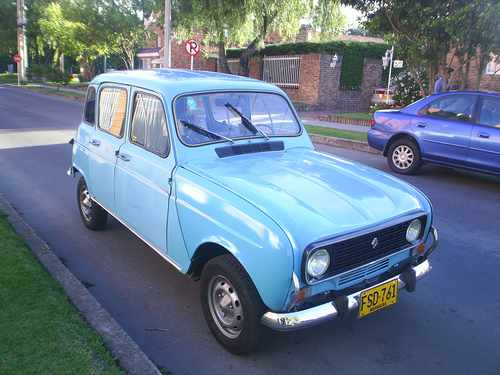
Renault 4R Plus 25, comercializado en Colombia como 'el amigo fiel'.

En 1976 apareció la primera evolución del Renault 4 en Colombia. Totalmente desarrollado en Sofasa e inédito en el mundo, se presentó el Renault 4 "Plus 25", con motor de 1022 cc, el nombre comercial del coche se debía a que, según se anunciaba, el nuevo motor era 25% más potente que su antecesor.
En Colombia es habitual verlos rodar con el motor 1300 del Renault 12, alcanzando los 145 km/h con esta mecánica. Sofasa en 1990 lanzó una versión «de fábrica» con ese motor llamada «Líder», que incluía mejores frenos y refrigeración acorde a la garantía del fabricante. Quizás esta sea la mejor versión más evolucionada de toda la historia del R4, en cuanto a rendimiento y equipamiento.

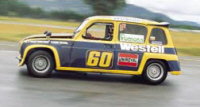
Una imagen del R4 más rápido del mundo, en Tocancipá Colombia.

### Chile
El Renault 4 se introdujo muy bien en la clase media chilena como una opción a la Citroën 2CV (Citroneta). En Chile se le conoció como La Renoleta y fue el caballo de batalla de la desconocida Renault en Chile para introducir los posteriores Renault 5 y Renault 12. Son muy apreciados por su mecánica simple, su fiabilidad y capacidad de carga; características con las cuales dominó las rutas chilenas hasta entrado los años 1990. Aún quedan algunos ejemplares circulando en algunas ciudades de Chile.[cita requerida]
Los motores del Renault 4, fueron usados en el campeonato de Chile de Fórmula 4 hasta el año 1983, con la cilindrada incrementada hasta los 1020 cc, fueron usados hasta ese año, ya que desde siguiente fueron sustituidos por los motores de Renault 9 de 1400 cc, pero nuevamente fueron vueltos a usar para la nueva Fórmula 4 Promocional, que se disputó desde 1987 a 1995.

### Alrededor del mundo

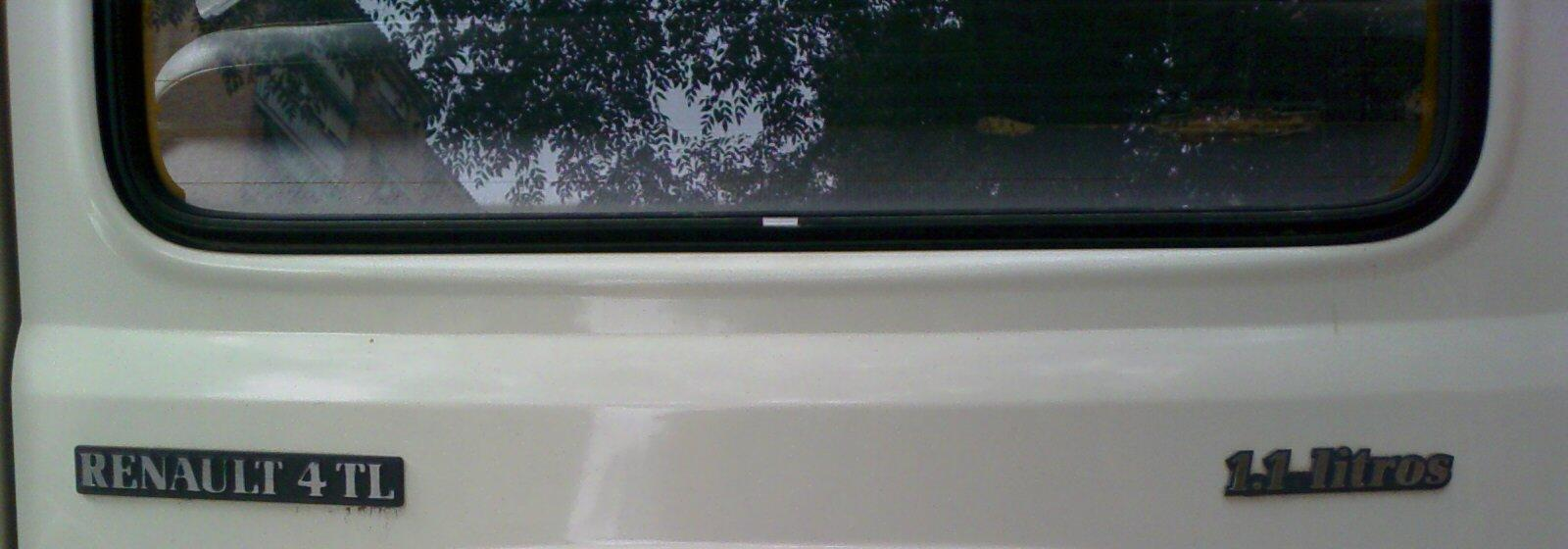
Emblema de FASA-Renault en España

- Emblema de FASA-Renault en EspañaEl 7 de septiembre de 2013, el Papa Francisco aceptó el regalo del padre Renzo Zocca, un antiguo Renault 4L de 300 000 km con el que recorrió la Ciudad del Vaticano, un gesto de austeridad.[16]
- El 4L es comúnmente llamado en España como "Cuatro Latas".
- En Argentina y Chile se le dio el apodo de "Renoleta", el cual proviene del utilizado en el Citroën 2CV (Citroneta), cabe destacar que "Renoleta" algunas veces se usa también para nombrar autos de la firma Renault tales como el Renault 6, Renault 12 Break o Renault 18 break (estos últimos también llamados "Renolas"). También fue conocida como "Renolata"
- En México (Guadalajara), se le llamó "La gelatinera" ya que una compañía de pastelillos y gelatinas las usaba en su flotilla de reparto.
- En Yugoslavia recibió el apodo de Katrca. Su producción se inició a mediados de los 70 y finalizando en 1993, siendo empresa asociada de Renault Revoz de Novo Mesto (Eslovenia) y la última fábrica en producir el R4 en sus versiones «Clan».
- El R4 fue el primer coche de gran serie con portón trasero. Otros avances fueron el incorporar un circuito de refrigeración y engrase sellados
- El primer Renault 4 ensamblado por Sofasa en Envigado (Colombia) fue de color azul, curiosamente, a este azul la gente lo llamó Azul Pastrana en honor del presidente Misael Pastrana quien militó en el partido conservador colombiano e inauguró la planta de ensamble.
- El R4 tiene bastidor semiindependiente (su estructura es de semi-monocasco), por lo que durante muchos años fue un coche preferido para ser convertido en un buggy. No obstante, el R4 sin carrocería perdía mucha rigidez, por lo que había que reforzar el chasis si se eliminaba la carrocería.
- Los últimos R4 (sobre todo el llamado clan) llevaban cinturones de seguridad en los asientos traseros.
- En caso de colisión, la palanca de cambios en el salpicadero supone un riesgo adicional.[cita requerida].
- La distancia entre ejes del R4 es ligeramente distinta en la derecha y la izquierda del vehículo, ya que una rueda trasera está más adelantada que la otra. La razón está en su sencilla suspensión trasera independiente por brazos tirados, que emplea barras de torsión como resorte. Cada uno de los brazos tirados estaba sujeto a una barra torsional en forma de "L", anclada longitudinalmente al brazo y transversalmente al chasis del vehículo, de modo que al subir el brazo la barra sujeta a torsión actuase como resorte. Ambas barras ocupaban transversalmente toda la anchura del vehículo, por lo que se situaban una detrás de la otra, lo que obligaba a retrasar ligeramente la posición de un brazo de suspensión respecto del otro.
- Para abrir las puertas desde dentro no hay tirador, sino que se mete la mano directamente en la puerta y se actúa sobre el pestillo.
- El eslogan publicitario de Renault España para este coche en sus últimos años de vida comercial era: "Su belleza es su mecánica". Un anuncio televisivo de 1985 lo presentaba como un gladiador que iba destruyendo a otros coches de estética inspirada en las películas de Mad Max.

- El eslogan publicitario de Renault Argentina, con que se lo dio a conocer en ese país, fue "El Correcaminos", y se lo representaba recorriendo los populares caminos de Córdoba, donde en estos tiempos se corre el "Rally Mundial de Argentina"
- El R4 compitió en el Rally Dakar de 1979 con una versión Sinpar (4x4) preparada por Bernard y Claude Marreau consiguiendo acabar en segunda posición.
- En Colombia, el Renault 4 fue uno de los vehículos más vendidos. Muchos colombianos lo apodaron "Amigo fiel".[17] debido a su popularidad, el vehículo se fabricó en la planta de SOFASA en Envigado (Medellín) de 1970 a 1992. Dos de las versiones más populares fueron el Master (1022 cc) y el Líder, que contaba con un motor más potente de 1300 cc. El primer Renault 4 se llamó "Azul Pastrana", en honor a la inauguración de la planta de Renault en Envigado, Colombia, por el presidente Misael Pastrana.

## Diseño
El Renault 4 era un coche básico con un salpicadero sencillo y ventanillas correderas. La suspensión y los asientos estaban diseñados para la comodidad, y la ventilación y la calefacción eran eficaces.
El Renault 4 no sufrió cambios significativos durante su producción. Las molduras cromadas exteriores se eliminaron gradualmente en todos los modelos y las rejillas de aluminio se sustituyeron por plástico. Existían tres diseños diferentes de salpicadero. En la parte trasera derecha del coche, la posición del depósito de combustible se elevó aproximadamente 15 centímetros (6 plg) menos de un año después de su lanzamiento; aparte de eso, los cambios en los paneles de la carrocería se limitaron a un capó y unas bisagras ligeramente modificados.
Renault desarrolló nuevos coches pequeños, el Renault 6 y el Renault 5, mientras que el Renault 4 seguía teniendo buenas ventas. El Renault 5 competía en un sector algo diferente (los supermini de tres y cinco puertas). El Renault 4 se encuentra en un punto intermedio entre el utilitario pequeño (2CV) y el diseño supermini (R5, Peugeot 205).

## Variantes

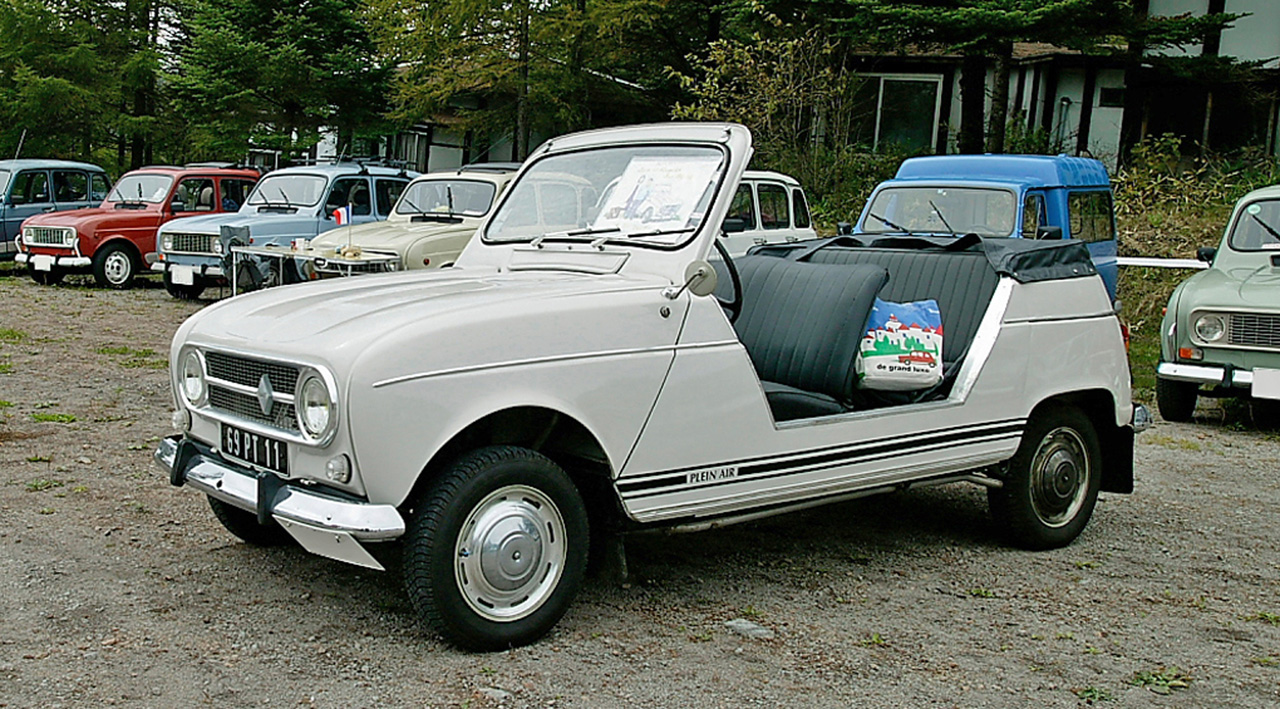
Plein-Air

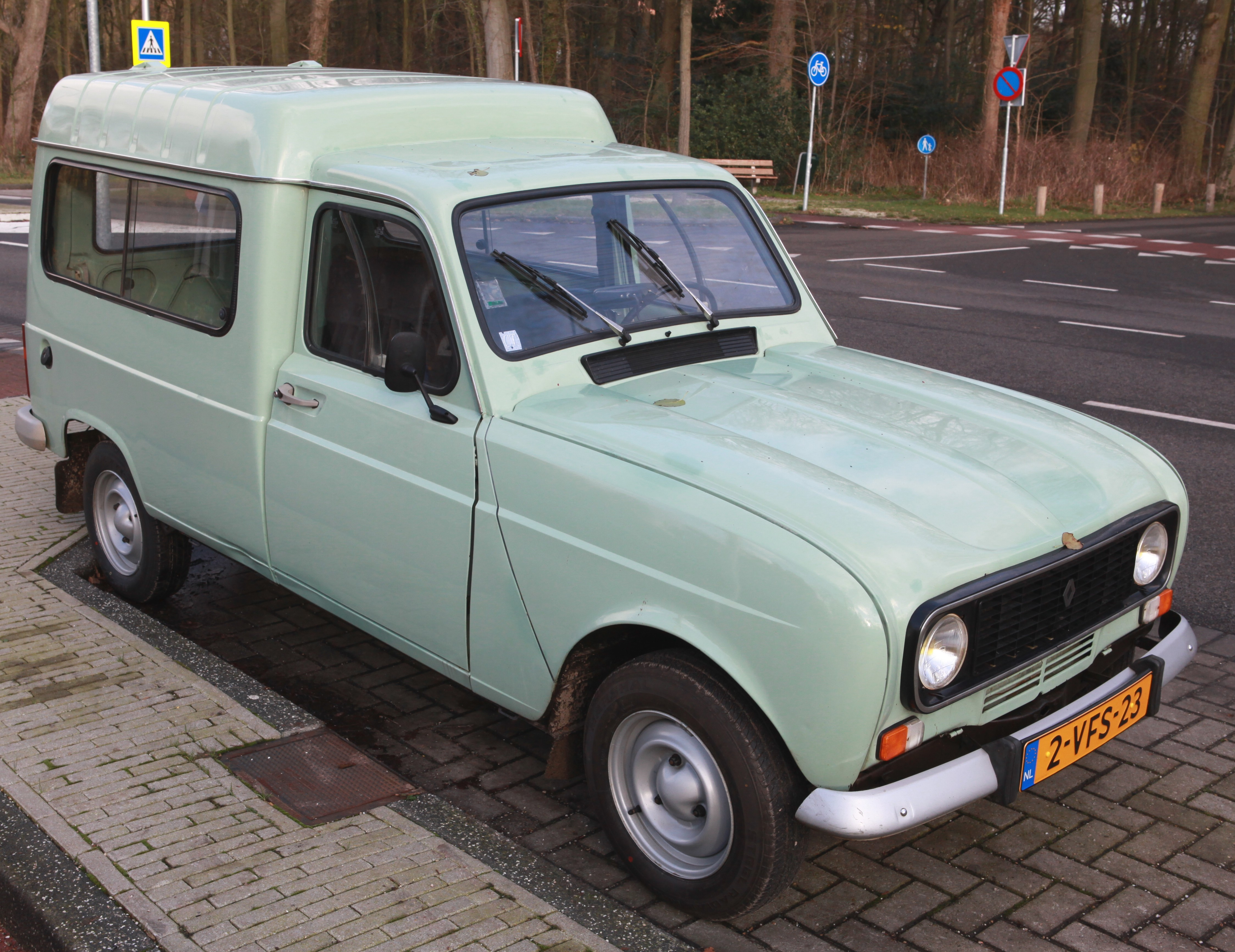
Renault 4 Fourgonnette

Existieron numerosas ediciones especiales del Renault 4. Algunas (como el Safari, el Sixties y el Jogging) se vendieron con colores, tapicería y otros detalles especiales, mientras que otras (como el Clan y el Savane) eran modelos estándar con calcomanías especiales.
También hubo modelos especiales que no eran solo una estrategia de marketing, como el Renault 4 Sinpar 4x4, el Plein Air, una camioneta, versiones de GLP y versiones eléctricas.
El Plein Air era una versión sin puertas ni techo desarrollada originalmente para satisfacer una solicitud de 1964 del Ejército francés. SLa versión de inpar, llamada Sinpar 4x4 Torpedo, se presentó por primera vez como prototipo en el Salón del Automóvil de Ginebra de 1968, equipada con el sistema de tracción a las cuatro ruedas de Sinpar. Sinpar recibió rápidamente un contrato para fabricar una versión con tracción delantera en su fábrica de Colombes, cerca de París; apareció en mayo de 1968. Llamado Plein Air (que significa "Aire Libre"), no tenía puertas, y solo una cadena protegía a los pasajeros. No se concretó un contrato militar, pero Renault y Sinpar intentaron aprovechar la tendencia de los buggies de finales de los sesenta y principios de los setenta para promocionarlo como un divertido coche playero. Al ser más caro y menos potente que el Citroën Méhari, no tuvo éxito y se descontinuó en marzo de 1970, tras fabricarse solo 563 unidades. En 1989, la colombiana SOFASA produjo las variantes Brisa (Brisa), basada en el Plein Air francés, y Jogging, comercializada como una versión más deportiva del vehículo con accesorios rojos.
En 1978, llegó el R4 GTL. Tenía el motor de 1108 cc del Renault 6 TL, aunque con el rendimiento reducido para una mejor economía y frenos de tambor más grandes. El GTL era identificable por su parrilla frontal gris, parachoques grises y tiras de plástico grises a lo largo de la parte inferior de las puertas. También tenía una entrada de aire adicional debajo de la parrilla frontal (como resultado, la placa de matrícula se movió hacia abajo hasta el parachoques) y escobillas limpiaparabrisas de 12 pulgadas (304,8 mm) en lugar de las originales de 10 pulgadas (254 mm). Para el año modelo 1983, el GTL recibió frenos de disco delanteros, el freno de mano ahora funcionaba en las ruedas traseras, y había un tablero modificado y asientos de tela. El Renault 4 fue el último automóvil francés en venderse con frenos de tambor en las cuatro ruedas, después de que el Citroën 2CV recibiera frenos de disco en 1981. Los primeros modelos de 1983 tenían la palanca del freno de mano movida de izquierda a derecha debajo del volante antes de ser trasladada al piso como en casi cualquier otro automóvil en ese momento.
También existía una versión furgoneta (Fourgonnette) del R4, que con su carrocería "high cube" y su singular "giraffon" (puerta trasera con forma de jirafa) se convirtió en la peculiar furgoneta francesa "Boulangerie". Durante muchos años, este vehículo fue un éxito en su categoría y para muchos clientes, ya que representaba su idea de un Renault 4 más que una versión de pasajeros. Se mantuvo a la venta en Europa hasta 1993 y fue reemplazado por el Renault Express (llamado Extra en el Reino Unido e Irlanda, Rapid en Alemania), basado en la segunda generación del Renault 5 "Supercinq".

#### Renault 3
Las únicas diferencias residen en el motor: un Billancourt de 603 cm³ con 3 CV fiscales (tipo 690-01), reconocible por una pequeña pegatina que representa tres diablos negros sobre fondo rojo, rodeados por un borde amarillo, una caja de cambios específica de tres velocidades derivada del Renault 4 (también de tres velocidades) y con el tipo 313-01. Las otras dos diferencias se refieren al monograma del portón trasero: "3" para el Renault 3 y "4" para el Renault 4, y finalmente a la placa ovalada que informa sobre el tipo específico del Renault 3: R1121. Estas son las únicas diferencias entre los dos modelos básicos; el resto son estrictamente idénticos.
Su precio era de 4.800 francos en el año 1961 (unos 8.640 euros constantes en el año 2023).

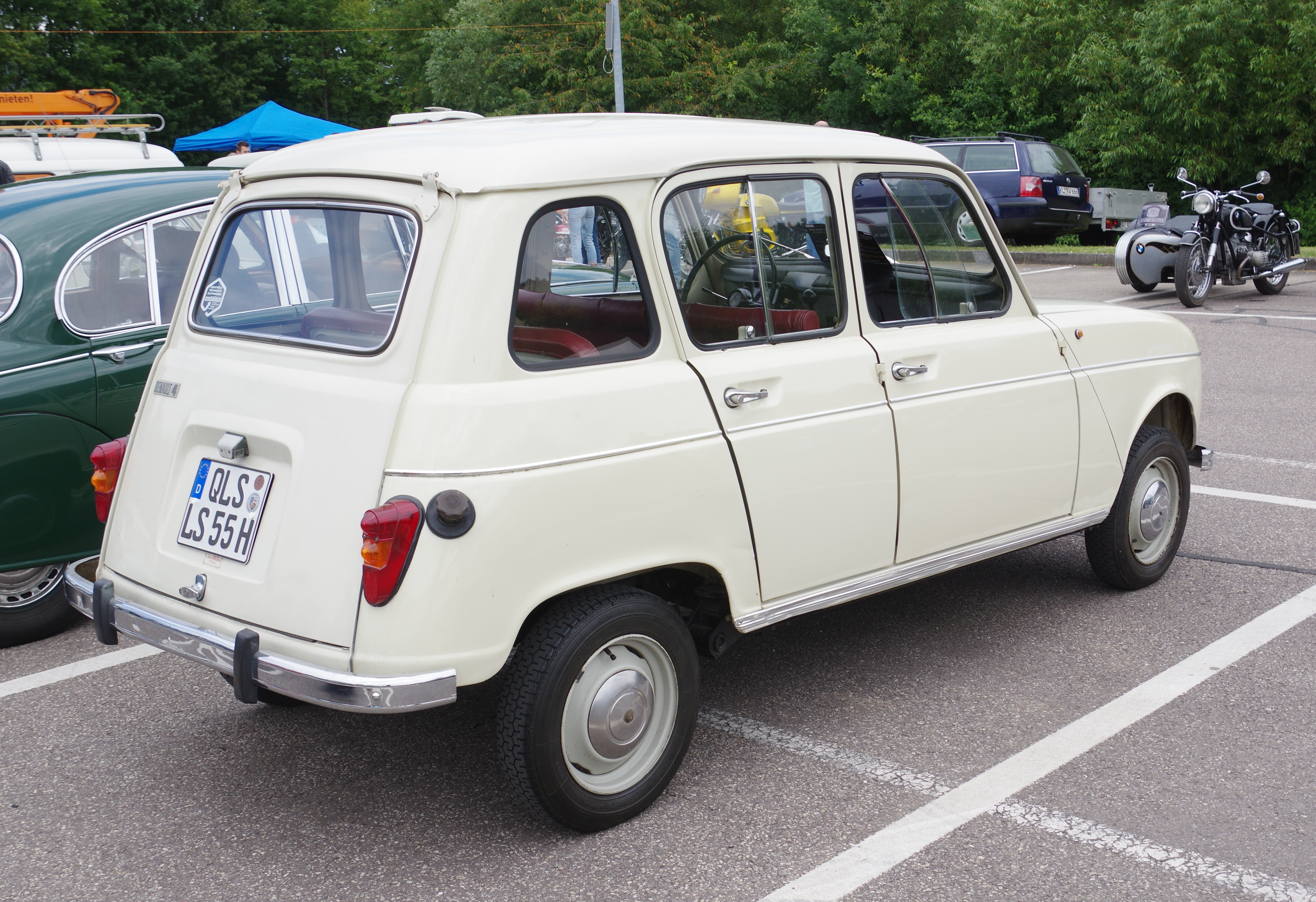
Renault 4 L.

#### Renault 4 L
Junto con los R3 y R4 básicos, idénticos al R3 en su presentación, la versión "Luxury", denominada R4 L, fue la más exitosa. Se caracteriza por su tercera ventana lateral (la "L" también puede significar "Limousine") y diversos accesorios y molduras cromadas que la hacen más lujosa. Esta versión, que posteriormente se denominaría R4 L Export, fue la más vendida, tanto que el nombre genérico del Renault 4 se convirtió gradualmente en 4L. Comparada con la versión básica, que cuenta con bancos tipo "hamaca" (suspendidos) del mismo tipo que el Citroën 2 CV, la R4 L Export cuenta con asientos más elaborados y cómodos (separados en la parte delantera) y un banco trasero abatible.

#### Renault 4 Fourgonnette

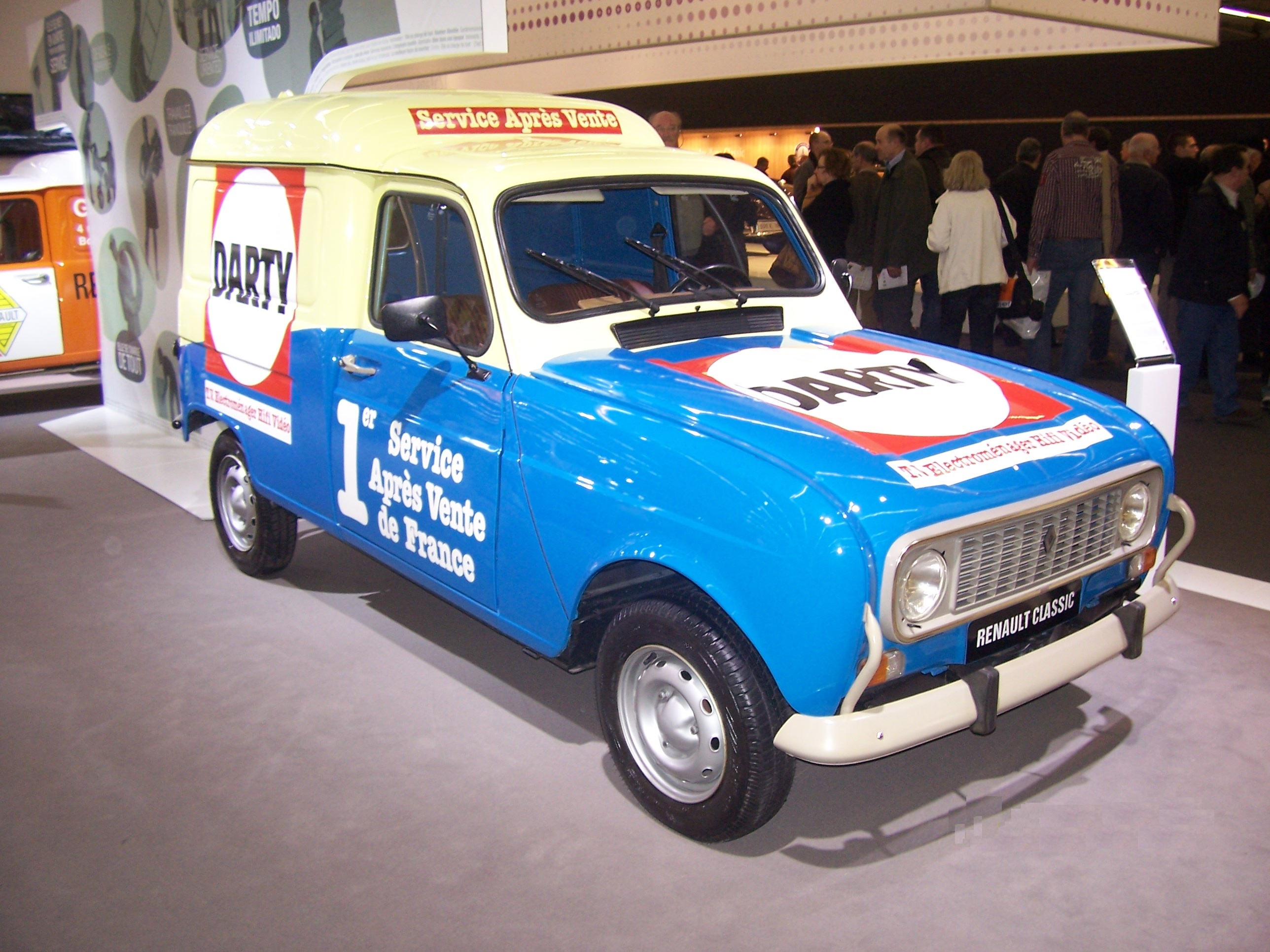
Renault 4 Fourgonnette.

La furgoneta R4, que competía con las furgonetas Citroën 2CV, sustituyó a la Dauphinoise (anteriormente Juvaquatre). Al igual que esta última, estaba disponible en versión acristalada con asiento trasero corrido o como furgoneta de paneles.
A partir de la furgoneta inicial de 300 kg, con una trampilla trasera opcional (llamada jirafa), Renault introdujo en 1972 la furgoneta elevada de 400 kg[1] con un motor "Cléon-Fonte" de 852 cc (cigüeñal de cinco cojinetes), fabricado en España por Fasa-Renault. Este fue el primer motor "Cléon-Fonte" instalado en el Renault 4 (en Francia, el motor "Cléon-Fonte" apareció por primera vez en el R4 con el motor de 1108 cc, en 1975, en la furgoneta R4 F6). Fue sustituida en 1976 por la furgoneta de 400 kg de longitud, con una distancia entre ejes 12 cm mayor, una carrocería más cuadrada de 2,35 m³ y un parabrisas de mayor tamaño en la parte superior. En todos los casos, la plataforma se reforzó, en particular a nivel de las barras de suspensión y el eje trasero, que recibió una barra estabilizadora. En 1978, las furgonetas R4, normal y larga, se denominaron, respectivamente, R4 F4 (4 CV) y R4 F6 (6 CV). Basada en la F6, Renault ofreció en 1979 una pick-up fabricada por Teilhol (también fabricante del Renault Rodéo sobre chasis R4). El Renault Express sustituyó al R4 F6 en 1985, y el F4 se siguió fabricando hasta 1988.

#### Renault 4 Super (R1124)

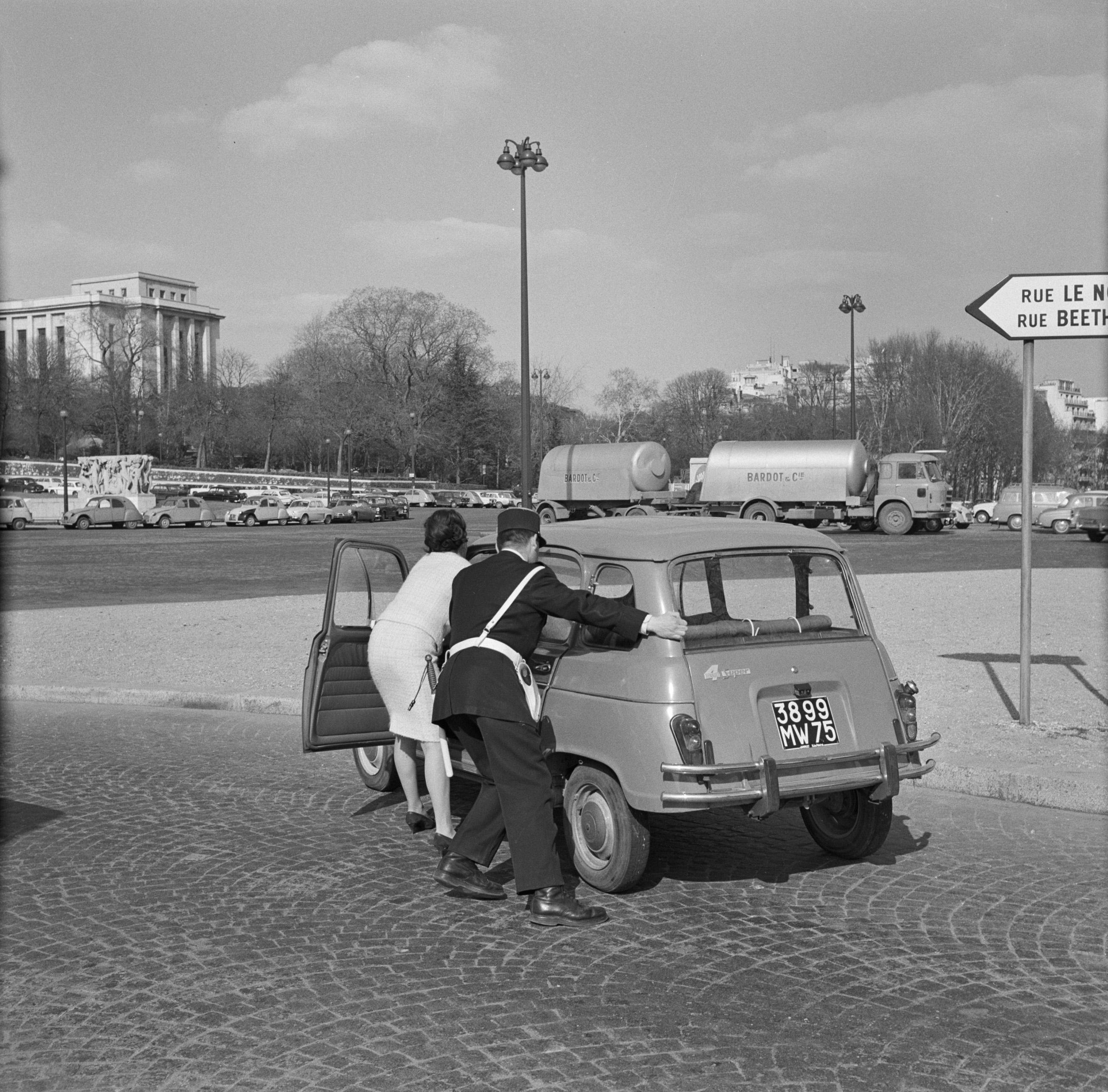
R4 Super

Para los modelos de 1962 y 1963, en el R4 Super, los parachoques tubulares cromados son dobles y superpuestos, mientras que el portón trasero es específico y tiene doble apertura inversa, la inferior de hoja corrediza al estilo de las camionetas americanas y los Simca 1300-1500. La gran luneta trasera se desliza hacia abajo y desaparece dentro del portón. La mitad inferior del portón se inclina hacia atrás y hacia abajo. Está abatible justo por encima del parachoques doble, que a su vez se inclina hacia abajo. Las ventanillas laterales son practicables. Solo para el modelo de 1962, al igual que en el R4 L, los embellecedores de las ruedas lucen una estrella de tres puntas, las lentes de los pilotos traseros y los intermitentes delanteros están rodeadas de plástico con aspecto cromado, y las matrículas traseras (excepto la inferior) y delanteras (excepto la superior) están rodeadas de molduras cromadas. En septiembre de 1962 (para 1963), el motor de 747 cc, 32 CV SAE reales y 4 CV fue sustituido por el motor Dauphine de 845 cc, que desarrollaba la misma potencia, pero más par motor (5 CV), lo que encarecía su uso debido a la pegatina. En 1964, tras la desaparición de los parachoques y el portón trasero específicos, el R4 Super dio paso al R4 Export Super de 5 CV.

#### Renault 4 Parisienne (1963)

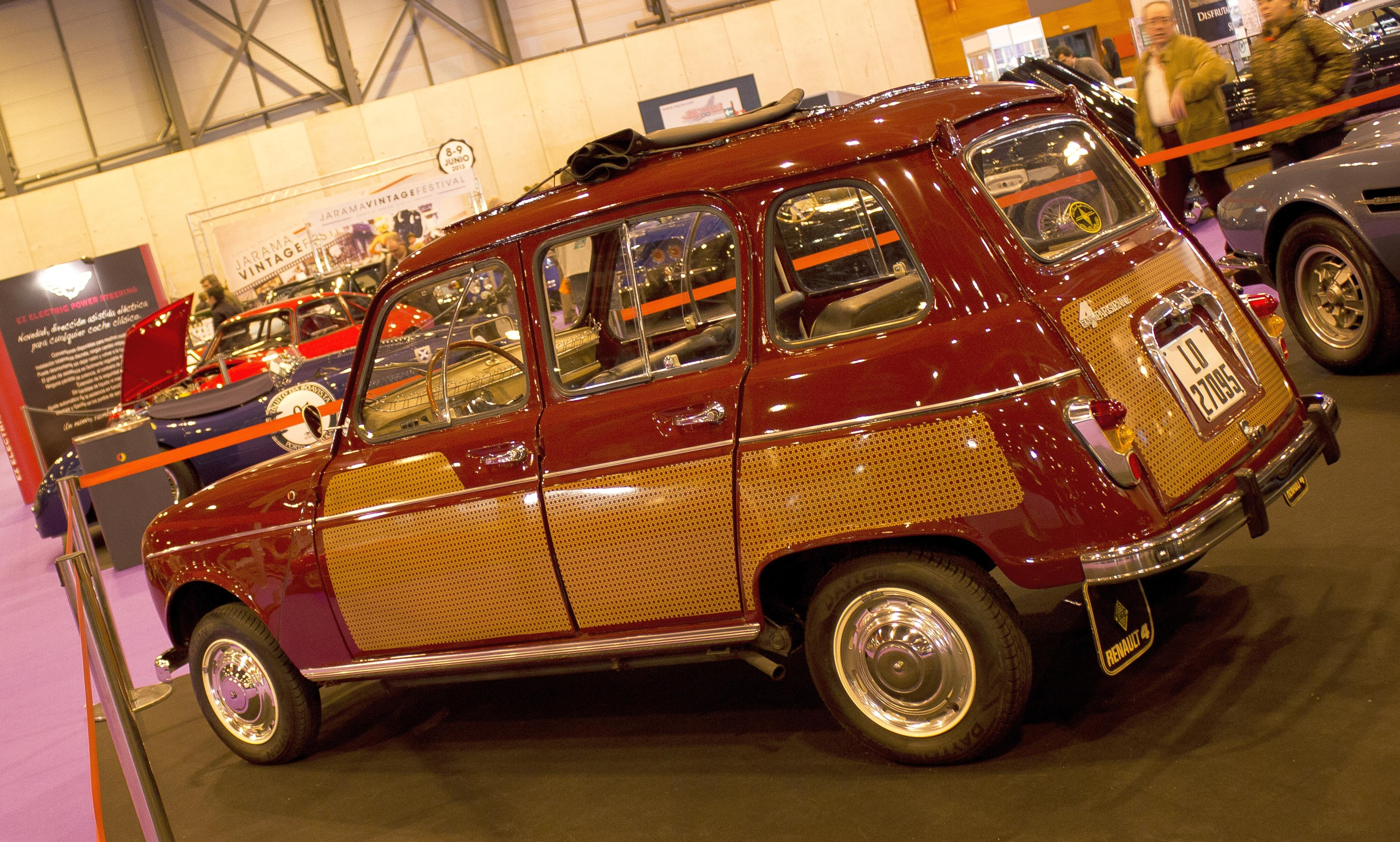
Renault 4 Parisienne 1963.

En 1963, Renault quería atraer a la clientela femenina al R4. Para ello, se llevó a cabo una operación con la revista Elle. El periódico adoptó el nombre "Elle prend le volant" para la ocasión. Más de 4.000 lectoras probaron este modelo R4 Parisienne. Se distinguía por un acabado exclusivo y original: un diseño de caña color paja sobre el negro de la carrocería, o incluso motivos escoceses, adornaba las puertas, las aletas traseras y el portón trasero. A esto se añadían elementos cromados, para una distinción aún más marcada.

#### Renault 4 Export, TL (R1126)

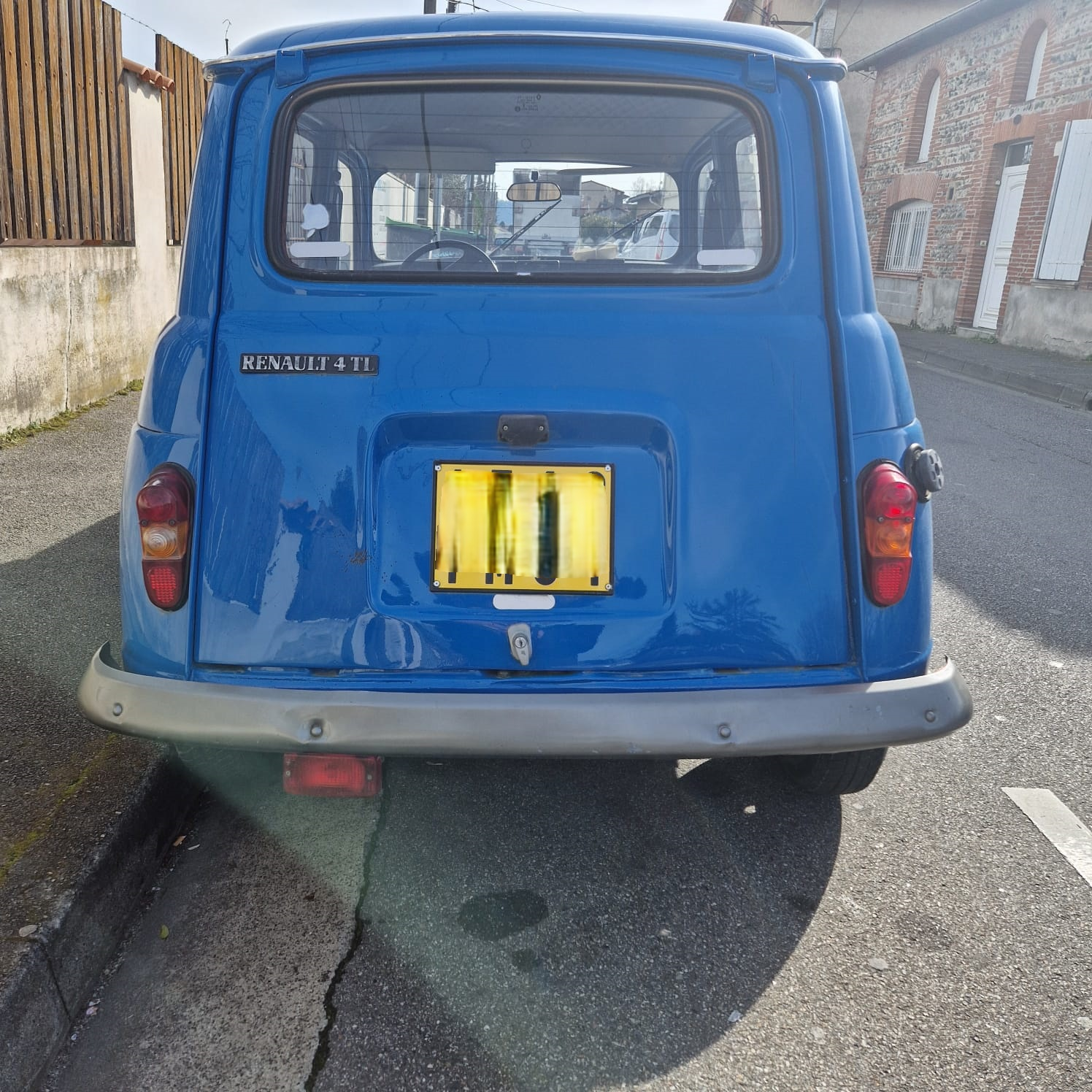
Renault 4 TL (vista trasera)

Además del modelo base, el R4 continuó hasta finales de la década de 1960 y 1970 como el R4 "Export", que se convirtió en el 4 TL en 1976. Estos modelos se diferenciaban del modelo base en su acabado más avanzado, proporcionado por la adición de accesorios cromados y protectores de parachoques.

#### Renault 4 GTL (R1128)

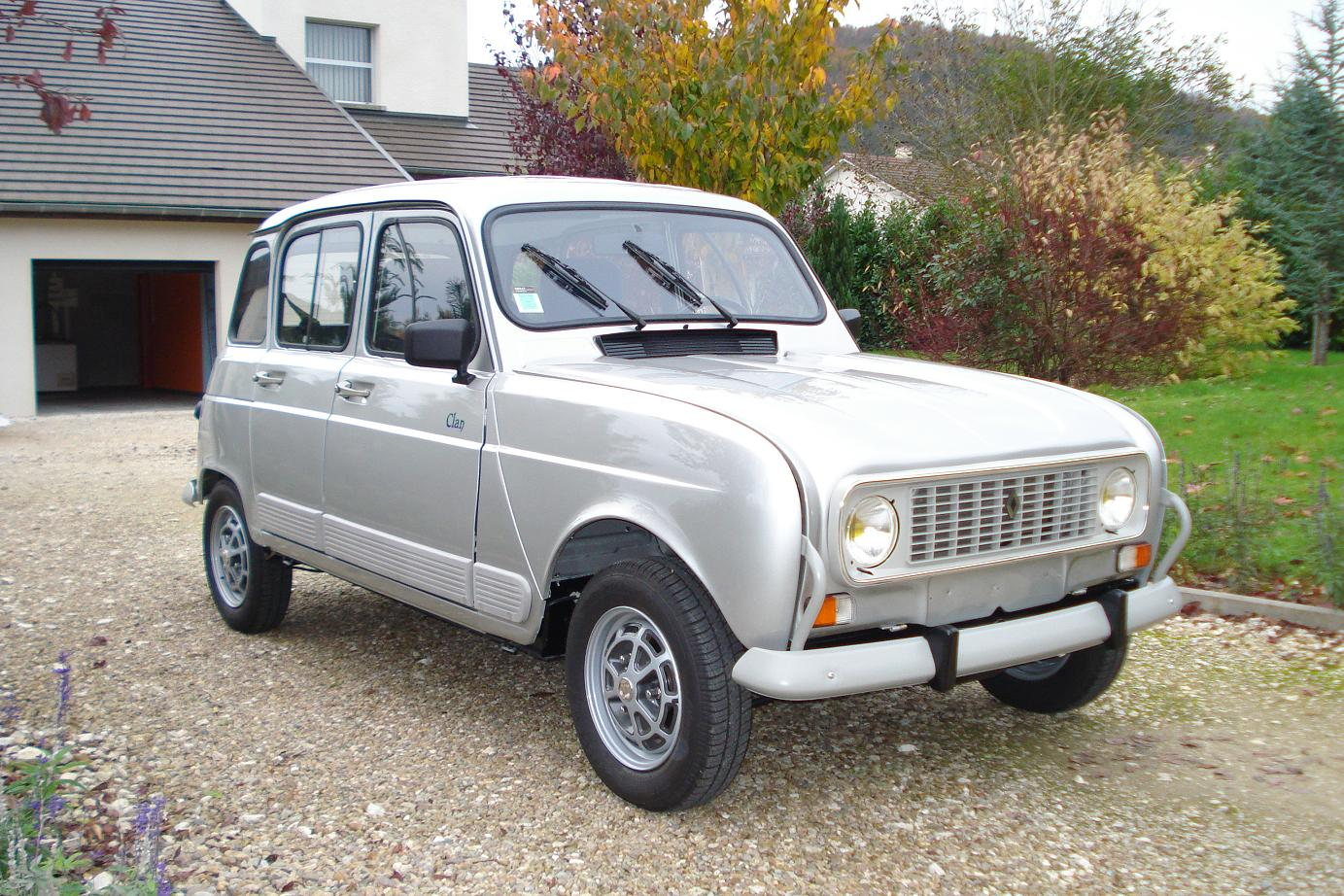
Renault R4 GTL Clan 1987

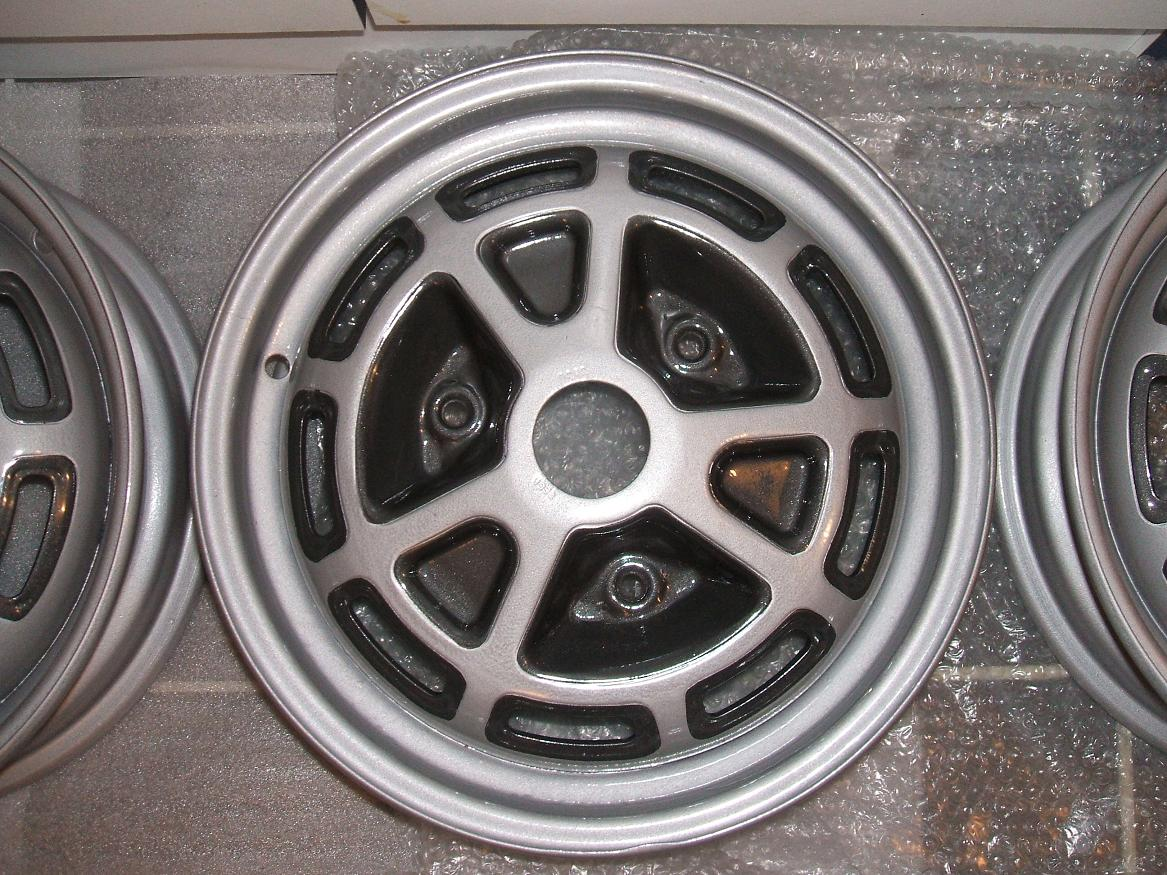
Llanta Fergat de los modelos GTL Clan.

A principios de 1978, el 4 GTL adoptó la fórmula que había convertido al Renault 5 GTL en un éxito: un gran motor "Cléon-Fonte" de 1108 cc, rediseñado para reducir el consumo de combustible (5,4 litros a los 100 km), y protectores laterales de plástico gris con parachoques y travesaños delanteros a juego. La versión GTL sustituyó rápidamente al TL. En 1983, se incorporó a toda la gama un nuevo salpicadero más moderno, con un velocímetro más completo heredado del R5, disponible en marrón, gris y negro en sus primeros años. El TL también equipó la parrilla gris. El parabrisas de vidrio templado se sustituyó por uno laminado a partir de 1984.

#### Renault 4 Clan
En 1984, también apareció la serie "Clan" para el GTL, caracterizada por una tapicería con estampado escocés. Dado el éxito de la serie, Renault extendió el acabado "Clan" a todos los GTL a partir de 1986.

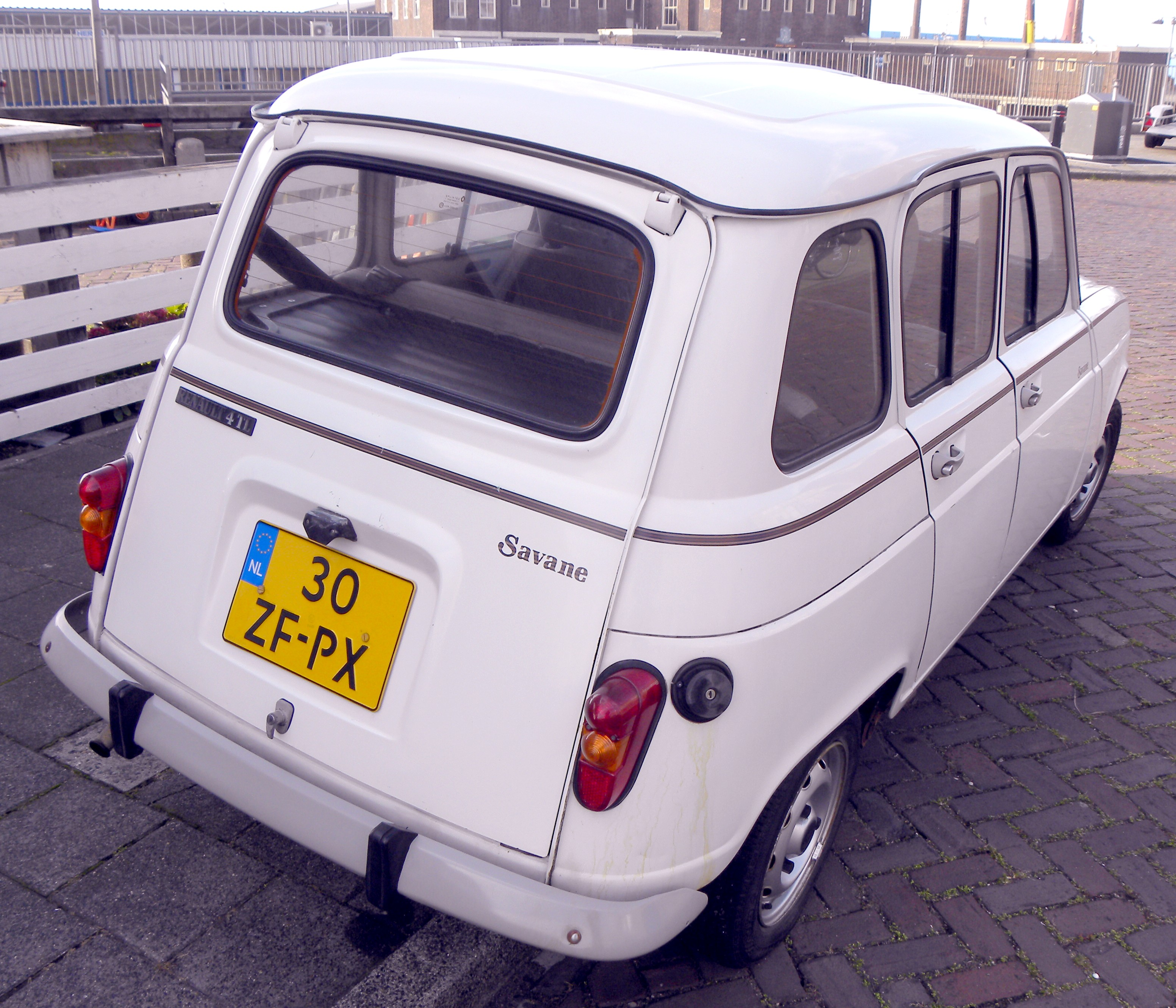
Renault 4 TL Savane

#### Renault 4 TL Savane (R112C)

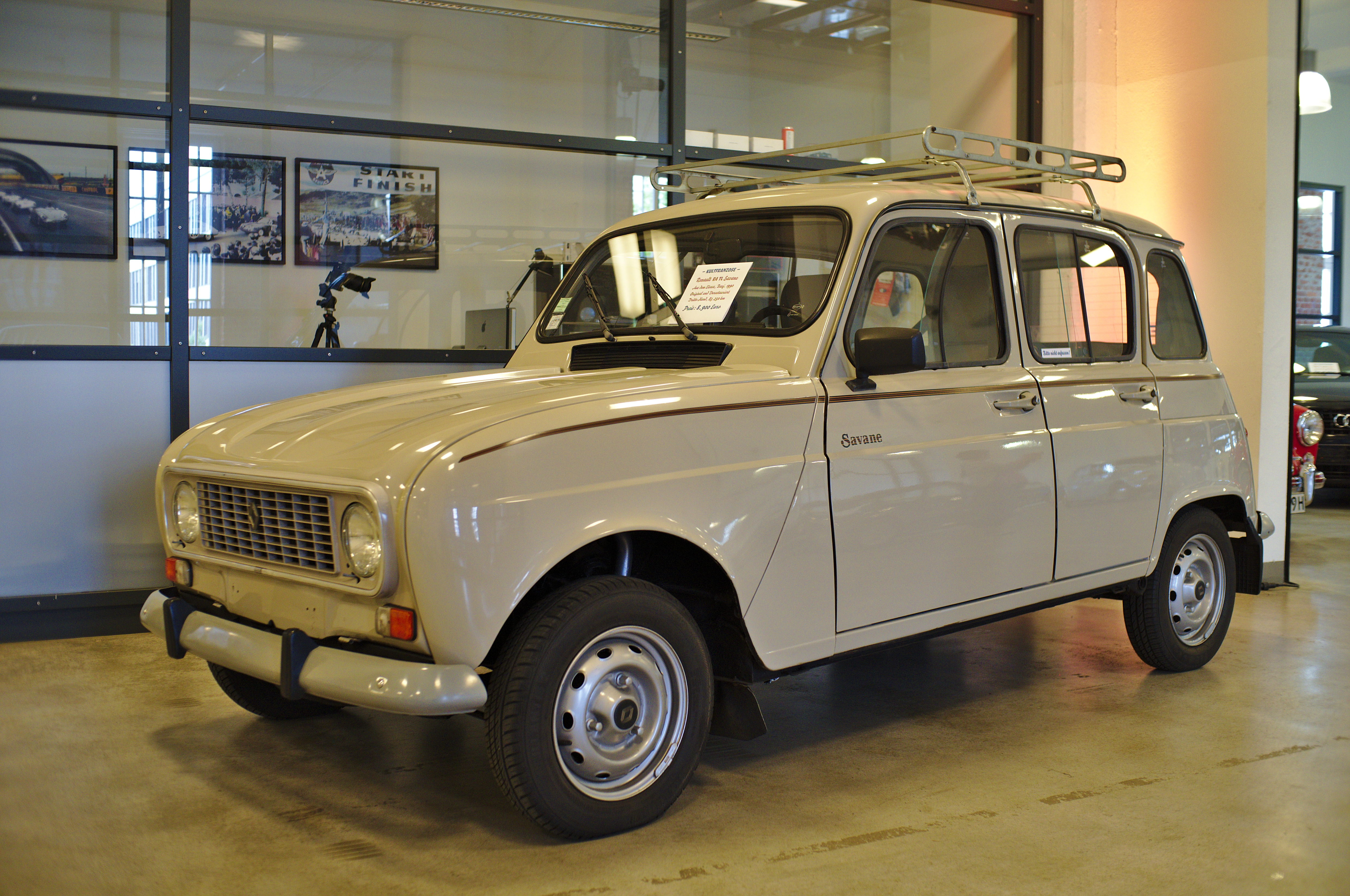
Renault R4 Savane.

En 1986, el R4 TL pasó a llamarse "TL Savane", equipado con un motor "Cléon-Fonte" de 956 cc, y se benefició de algunos elementos que lo distinguieron: tiras adhesivas decorativas, elegantes llantas y nueva tapicería. En 1989, Renault equipó este modelo con el "paquete de seguridad" (reposacabezas delanteros, luces de marcha atrás integradas en el portón trasero, un segundo retrovisor exterior y una luz antiniebla bajo el parachoques trasero, que antes solo eran opcionales).

### Series especiales
Durante la trayectoria del R4, Renault ofreció varios modelos de edición limitada para impulsar las ventas o renovar la imagen del vehículo. Así, se crearon varias series especiales: el "Safari" (1976), el "Jogging" (1981), el "Sixties" (1985) con su tapicería de color y dos techos solares, el "Carte Jeune" (1991), etc. Durante la década de 1960, se produjeron otros modelos especiales mucho más inusuales, como el descapotable "Plein Air" modificado por Sinpar, el "Parisienne" o incluso adaptaciones 4x4 también equipadas por Sinpar.

#### Renault 4 «Safari»
Producido entre 1976 y 1978, el Renault 4 Safari se basa en el R4L con un motor de 782 cm³. Se trata de una versión compacta que desarrolla 27 CV, con una caja de cambios de cuatro velocidades, y alcanza una velocidad máxima de 110 km/h. Los elementos cromados se sustituyen por piezas negras, como los parachoques, las manijas de las puertas, los marcos de las ventanas y los retrovisores. Las protecciones laterales, también negras, se encuentran en las puertas y presentan un diseño específico para esta versión. Los modelos de 1976 también recibieron una red lateral sobre esta protección, antes de abandonarla para los años 1977 y 1978. El coche podía elegirse en sus colores Suede 111, Turquoise 411, azul oscuro 460, gris metalizado 602 y verde 946, y luego naranja andaluz 318 en 1979. Esta versión especial se vendió por 13.400 francos en su lanzamiento en 1976. El modelo evolucionó en 1977, el precio que subió a 15.960 francos y el Safari fue equipado con intermitentes rectangulares, un circuito de freno doble y cinturones de seguridad retráctiles en la parte delantera. Para 1978, el precio subió a 17.100 francos con una ventana trasera calefactable de serie, ventanas traseras correderas y la salida de aire negra.

#### Renault 4 «Jogging»

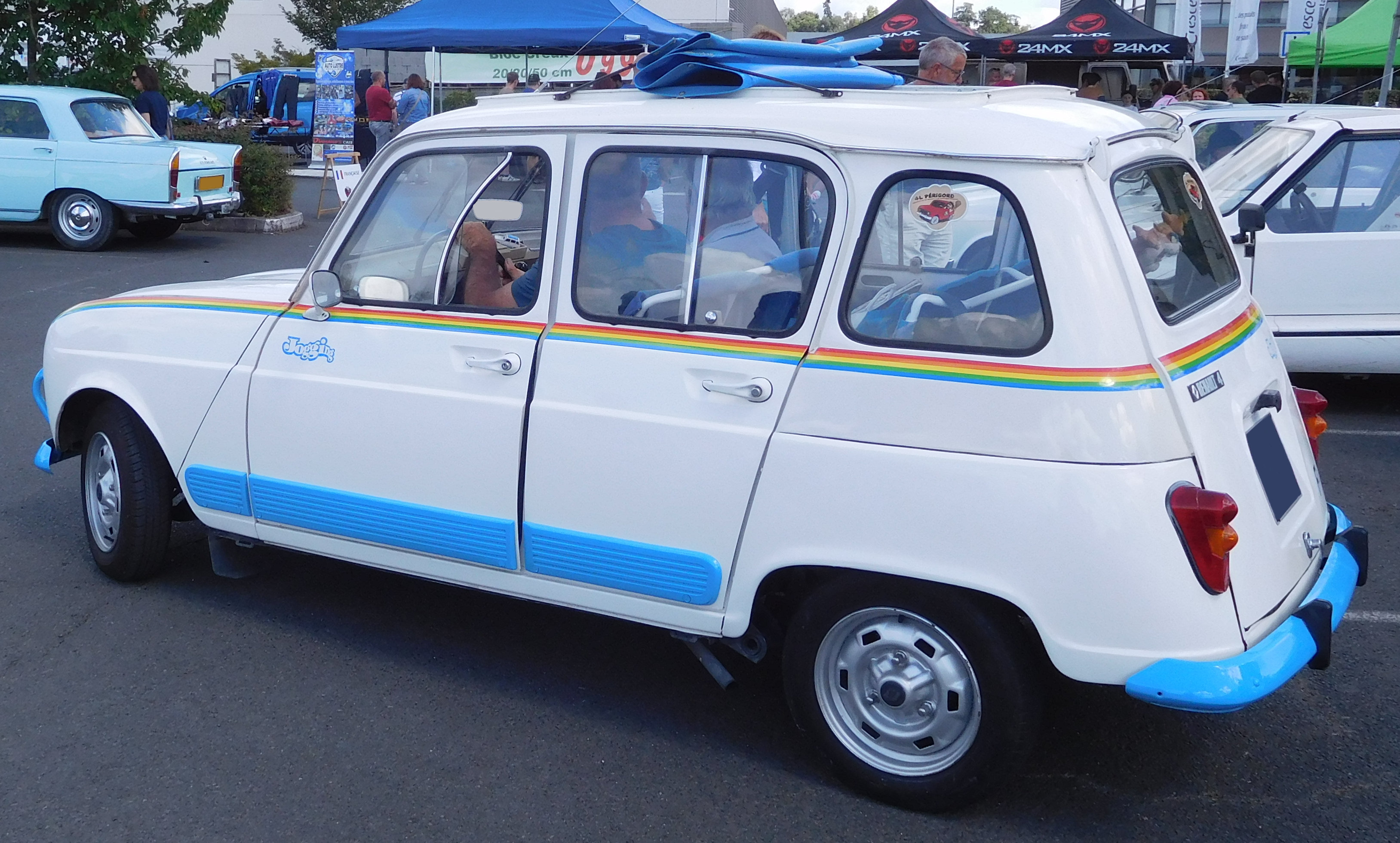
Renault 4 Jogging.

En 1981, el Renault 4 celebró su vigésimo aniversario y la serie Jogging llegó para renovarlo con motivo de este aniversario. Se produjeron 5.000 unidades basadas en el GTL, equipadas con el motor de 1.108 cm³, un cuatro cilindros en línea de 34 CV que permitía al coche alcanzar una velocidad punta ligeramente superior a los 120 km/h. Renault optó por el color blanco (Blanc Cie Satiné, código 319) y elementos exteriores específicos en azul: parachoques, retrovisores y la franja de la parrilla, esta última blanca en el Jogging. La carrocería recibió una red arcoíris para realzar la línea del coche, además de las pegatinas "Jogging" en el capó y el portón trasero, y un techo corredizo de lona que cubría todos los asientos. Los asientos estaban tapizados con una tela azul lisa, decorada con algunas redes amarillas y rojas; la misma tela que se utiliza para los paneles de las puertas. El salpicadero y el retrovisor interior específico son blancos. Renault ofreció a cada cliente una bolsa deportiva a juego con la tela de los asientos. Su precio era de 29.860 francos, 2.200 francos más que el GTL.

#### Renault 4 «Sixties»
Lanzada el 20 de marzo de 1985, la edición limitada Sixties se produjo en 2200 unidades. Está basada en un GTL con motor de 1108 cc y frenos de disco delanteros. El Sixties 4L está disponible en tres colores: amarillo girasol con franjas laterales azules, rojo con franjas laterales azules y amarillas, o azul celeste con franjas laterales amarillas y rojas. En los tres modelos, todos los elementos exteriores son negros. Su principal característica es que está equipado con dos techos solares inclinables tintados de cristal atérmico. El logotipo "Sixties" se encuentra en los paneles del toldo y en el portón trasero. La tapicería está compuesta por bandas negras de polipiel que enmarcan una tela mixta de amarillo, azul y rojo. El Sixties se vendió por 41 000 francos. A modo de comparación, el GTL se vendió por 39 200 francos ese mismo año.

#### Renault 4 «Plein Air»

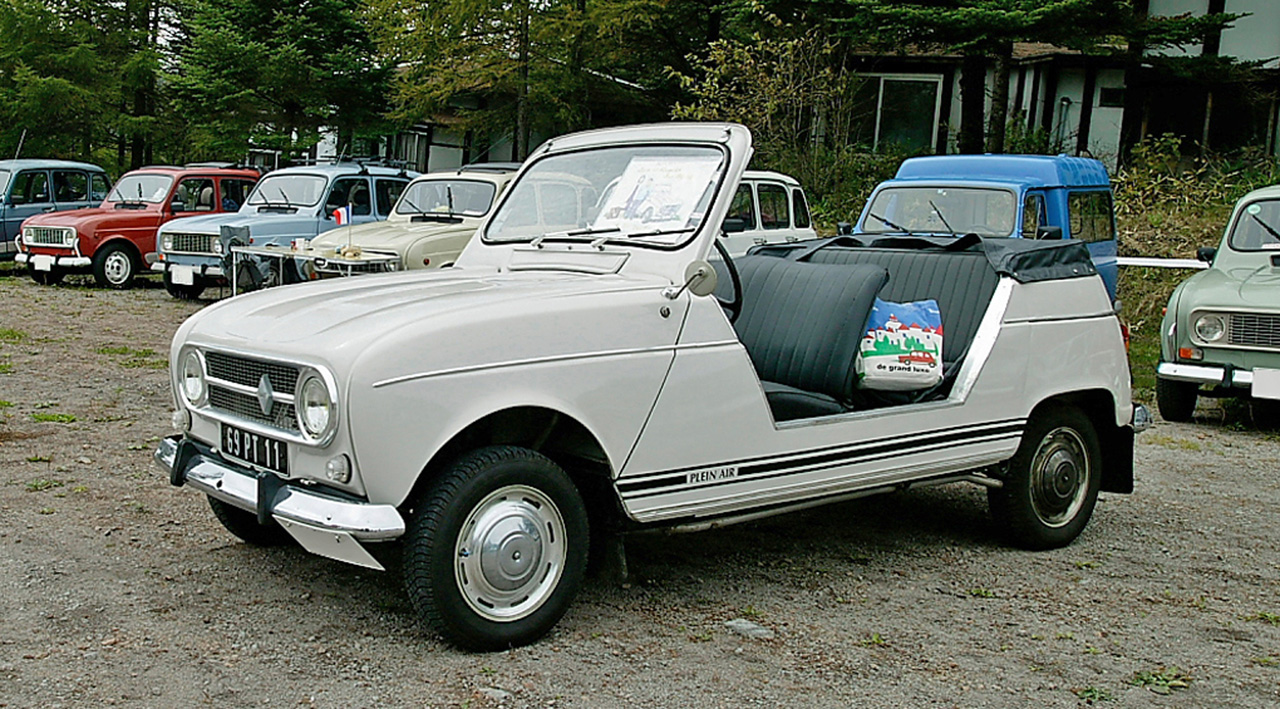
Renault 4 Sinpar Plein-Air.

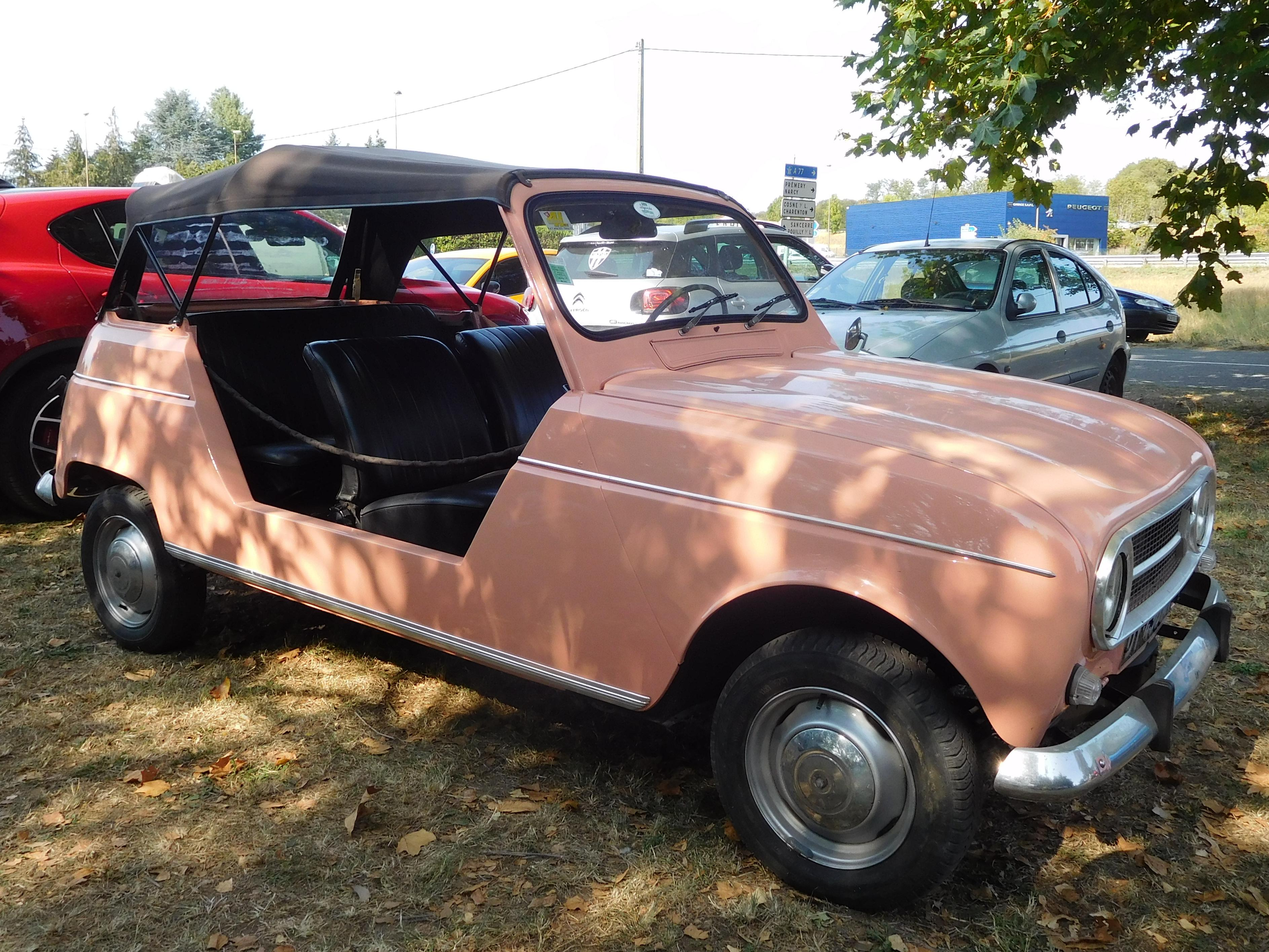
Renault 4 Sinpar Plein Air.

Tan pronto como apareció el Renault 4 en 1961 y su desafortunada hermana, el Renault 3, que no tuvo mucho éxito, Sinpar, empresa especializada en la modificación de vehículos utilitarios con tracción a las cuatro ruedas, atacó al R4 para ofrecer una versión 4×4, sedán o furgoneta, destinada a administraciones o empresas especializadas: el R4 Sinpar Torpedo. Esta fue también la época del "Buggy" y el Mini Moke, cuyas ventas se dispararon. Renault se dio cuenta rápidamente de que también existía un mercado para vehículos de ocio en Francia. Renault confió a Sinpar el diseño y la posterior producción de un modelo "de ocio" derivado del R4, llamado Plein Air. El coche se presentó oficialmente el 15 de mayo de 1968, un día antes del Citroën Méhari. Los acontecimientos de mayo del 68 eclipsarían en cierto modo el lanzamiento de ambos coches en los medios de comunicación, que a menudo estaban en huelga. La mecánica es la del R4 básico, con su motor de cuatro cilindros de 845 cc y 27 CV. El coche es bastante agradable, pero nunca alcanzará el éxito esperado. Ante las desorbitadas ventas, Renault decidió detener su producción en marzo de 1970, tras solo tres ejemplares de la colección y 563 unidades producidas. Se ofrecieron alrededor de cien con fines publicitarios, incluyendo 20 para la Feria Mundial de Montreal de 1968. Car Système retomó el concepto con el JP4, que incluía modificaciones adicionales: chasis acortado, palanca de cambios en el suelo y asientos tipo butaca.

#### Renault 4 «Carte Jeune»
En el verano de 1991, Renault presentó una serie especial dirigida a los jóvenes, al mismo tiempo que el Supercinq, para ofrecer la gama más amplia posible. La serie "Carte Jeunes" se basaba en un R4 TL Savane con un motor de cuatro cilindros en línea de 956 cm³ y 34 CV, y una caja de cambios manual de cuatro velocidades, lo que le permitía alcanzar una velocidad máxima de 118 km/h. El Carte Jeune se distinguía únicamente por su presentación, con una doble franja azul y verde que recorría los laterales del coche, acompañada de los logotipos "Carte Jeune" en las puertas delanteras y el portón trasero. Las aletas traseras llevaban una franja específica. El R4 Carte Jeune estaba disponible en cuatro colores: blanco glaciar (código 389), rojo brillante (código 719), verde sequoia (código 996) y amarillo pomelo (código 376). Se vendió al precio de 44.900 francos, 300 francos más que el Renault 4 TL Savane.

#### Renault 4 «Bye-Bye»
Demasiado antiguo para poder cumplir con las normas anticontaminación que debían llegar en 1993 (catalizador obligatorio), la producción del R4 se interrumpió a finales de 1992 con una serie “Bye-Bye” de R4 GTL Clan, modelos que no tenían ninguna especificidad particular aparte de una pequeña placa remachada numerada del 1 al 1000 en el salpicadero.

### Prototipos
- Un único prototipo de dos puertas fue diseñado por el ingeniero Jean Bertin (el inventor del aerotren) y el proyecto fue abandonado.[31]

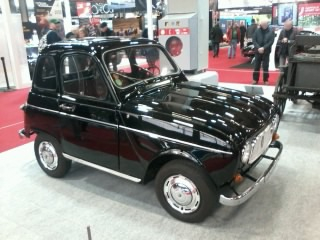
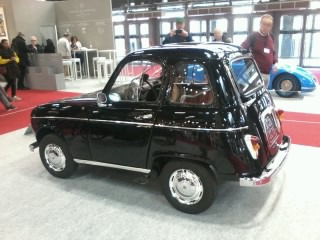

- Renault construyó una serie de cuatro Renault 4L eléctricos en 1972 en Maubeuge a petición de EDF en 1971[32] para entregárselos al presidente Georges Pompidou con motivo del 25º aniversario de la nacionalización de EDF.

La velocidad máxima era de 60 km/h y la autonomía, de 110 km en carretera y 70 km en ciudad. Estos prototipos no tenían caja de cambios, la carrocería era de plástico y las ventanas laterales de plexiglás.
Como EDF no encontró socios industriales para fabricar un coche de producción, la aventura llegó a su fin.

## Fin del R4
Aunque a menudo se dan razones como las emisiones y la legislación de seguridad para la desaparición del Renault 4 en Europa durante la década de 1980, parecería que su popularidad no habría durado. Los métodos de producción anticuados, la competencia más avanzada y las razones descritas anteriormente hicieron que los días del Renault 4 estuvieran contados, al menos como producto general. Renault ya disfrutaba de un gran éxito de ventas con el R5, mucho más moderno y apenas un poco más caro. Productos comparables ya se habían descontinuado en Europa o habían reducido su producción, ya que los diseños más modernos eran los que más ventas tenían. El Mini de British Leyland se había producido en cantidades menores desde el lanzamiento del Austin Metro en 1980, y su producción continuó hasta el año 2000. Volkswagen trasladó la producción del Escarabajo de Alemania Occidental a México en 1978 (donde se fabricó hasta 2003), y los nuevos Polo y Golf gozaron de una enorme popularidad en Europa. Citroën mantuvo su 2CV en producción hasta 1990, pero no lo reemplazó directamente, y el AX (lanzado en 1986) lo sustituyó como modelo de entrada a la gama Citroën. También había producido los anteriores Dyane y Visa como alternativas más modernas y sólo marginalmente más caras que el 2CV.
Hubo varios proyectos para reemplazar al Renault 4 desde principios de la década de 1970. Sin embargo, el éxito continuo del Renault 4, la necesidad de reemplazar al más popular Renault 5 a principios de la década de 1980, las dificultades para encontrar un sustituto adecuado (y la idea de que el mercado del Renault 4 desaparecería con él) hicieron que un nuevo Renault de entrada (el Twingo) no apareciera hasta 1992. Para finalizar la producción, se lanzó una serie de 1000 unidades, comercializadas como "Bye-Bye", cada una con una placa numerada.
Para conmemorar el final de la producción del Renault 4, a principios de diciembre de 1992 se publicó en Libération una serie retrospectiva de diez fotografías en blanco y negro de Thierry des Ouches, fecha en la que la producción del R4 finalmente concluyó tras 31 años. Esta serie ganó posteriormente el primer premio del Club de Directeurs Artistiques en la categoría de diario. También fue galardonada con el León de Oro en el Festival Internacional de Publicidad Cannes Lions.
En 2003, una empresa japonesa de modificación de automóviles llamada DAMD ideó un diseño llamado Ancel Lapin que podía transformar un Suzuki Lapin de primera generación en uno similar al Renault 4.

## Reutilización de nombres (década de 2020)

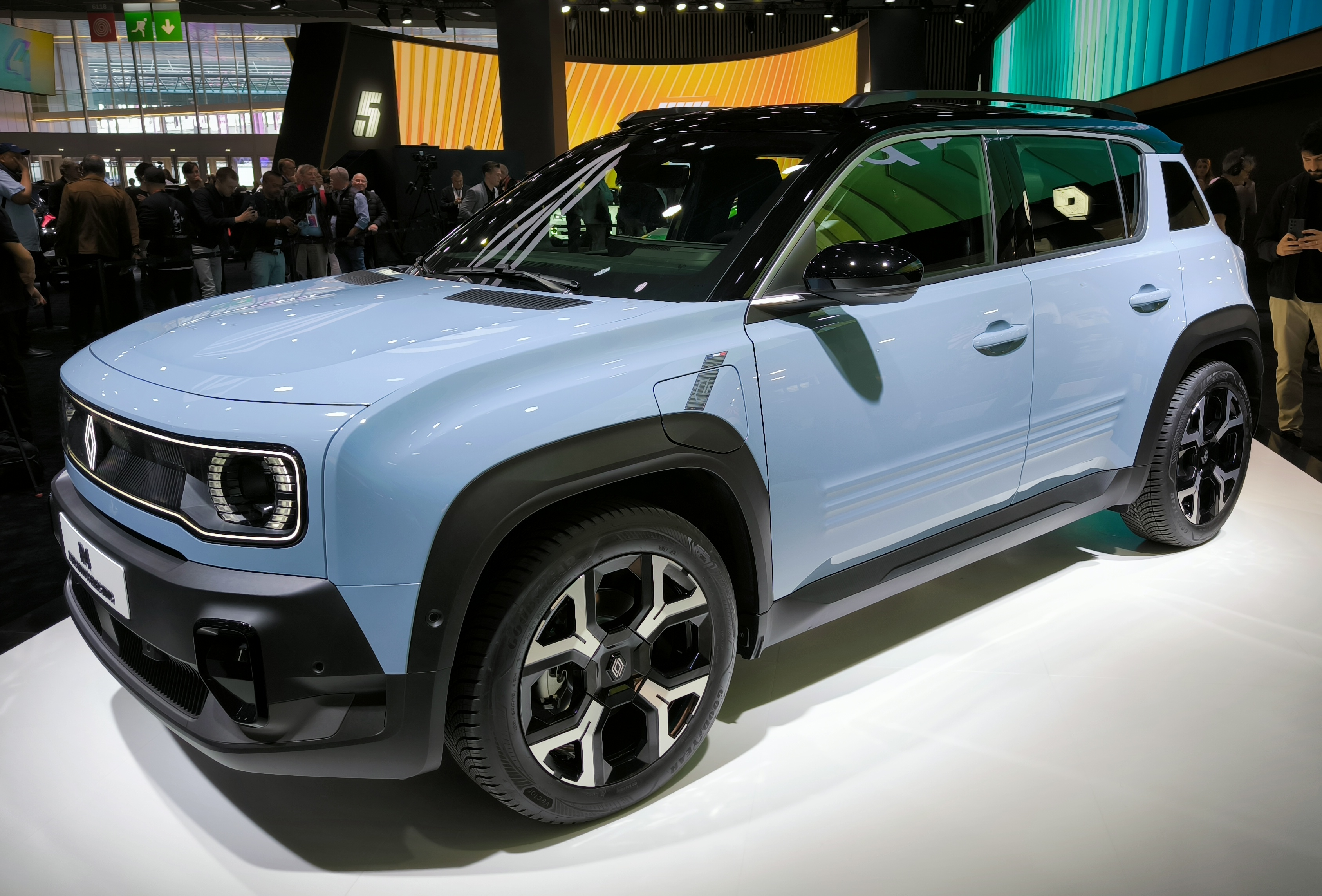
Renault 4 E-Tech

En 2021, se anunció que durante la década de 2020 se presentaría un homónimo del Renault 4 llamado "4ever", un primo crossover compacto del próximo Renault 5 E-Tech totalmente eléctrico. Se construirá junto con el 5 EV en Renault ElectriCity, una unión de tres fábricas Renault existentes en el norte de Francia que planea producir 400.000 vehículos eléctricos al año para 2025. El 4ever se basa en la misma plataforma CMF-B EV que el 5 EV; debido a que la plataforma comparte la mitad de sus componentes con la plataforma CMF-B existente, se espera que los costos de producción sean 2/3 del Zoe actual.

## Competición

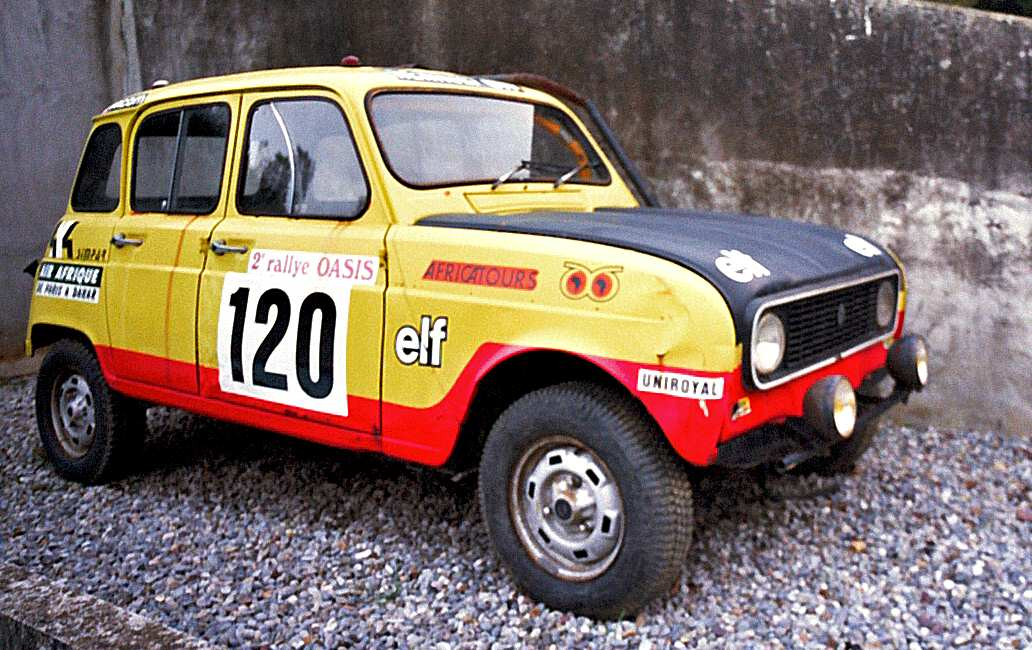
Renault 4 Sinpar del Rally París-Dakar

El Renault 4 fue impulsado originalmente por un motor de 24 caballos (18 kW) y su suspensión nunca fue pensada para una dinámica deportiva. El Renault 4 tenía ciertas ventajas en su alto par motor y una suspensión y distancia al suelo que le daban capacidades para llegar a cualquier lugar. Esto significó que Renault pudo darle una imagen deportiva con programas como la "Copa Cross Elf de Francia" en 1974 y el programa "Routes du Monde" en 1968. Este último era un proyecto en el que Renault prestaría coches a jóvenes para viajar por el mundo, y esto ayudaría a dar al Renault 4 una imagen aventurera y duradera. La "Coupe de France Renault Cross Elf" fue una serie de carreras en Francia en pistas de tierra con R4 de 782 cc ligeramente tuneados.
Un Renault 4 Sinpar (versión con tracción a las cuatro ruedas) fue inscrito en el Rally París-Dakar en 1979 y 1980 por Bernard y Claude Marreau, quedando quinto en 1979 y tercero en 1980. El Renault 4 siguió participando en muchos rallies de larga distancia después de que cesara su producción, como en 2001 en el rally Londres-Sáhara-Londres (Renault 4 GTL). y en Rally de Mongolia de 2008. El Renault 4 constituye la base del Trofeo 4L, una concentración anual creada en 1997 para estudiantes que recogen patrocinios y viajan hasta el Sahara para entregar material educativo a los niños del desierto y de Marruecos.
El Renault 4 GTL fue homologado en el Grupo A. Jacky Cesbron corrió con uno en el Rally de Montecarlo de 1993 y en el Tour de Córcega de 1991. Pinto dos Santos corrió con un Grupo N 4 GTL en todas las pruebas del WRC, aunque no todas durante la misma temporada. Para celebrar el 50.º aniversario del coche, Renault inscribió el R4 en el Rally de Montecarlo de 2011.
El Renault 4 estándar ha participado en carreras de aceleración en Santa Pod Raceway, Northamptonshire, desde 2004 y cubrió el cuarto de milla en 21,438 segundos con una velocidad terminal de 95,17 km/h (59,14 mph).

## Evolución del Renault 4

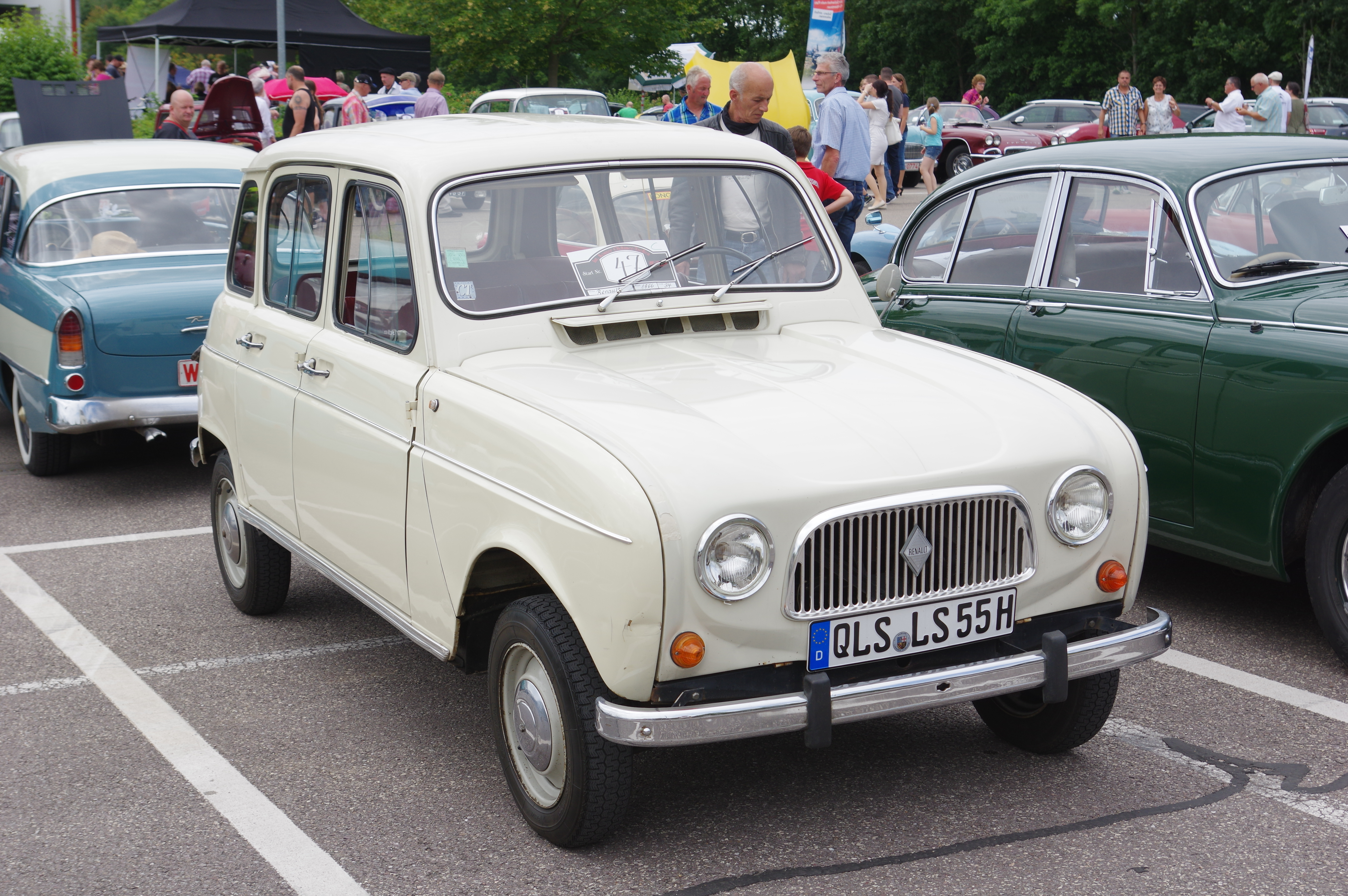
1961-1967 Renault 4
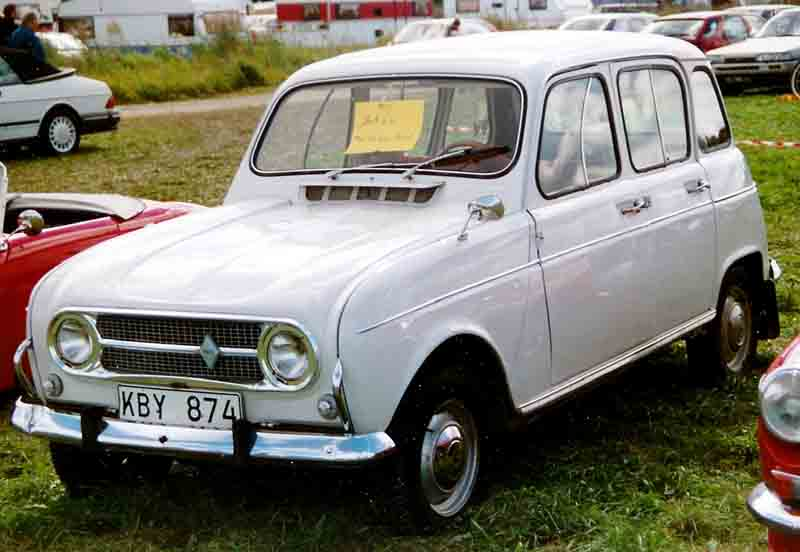
1967-1974 Renault 4L
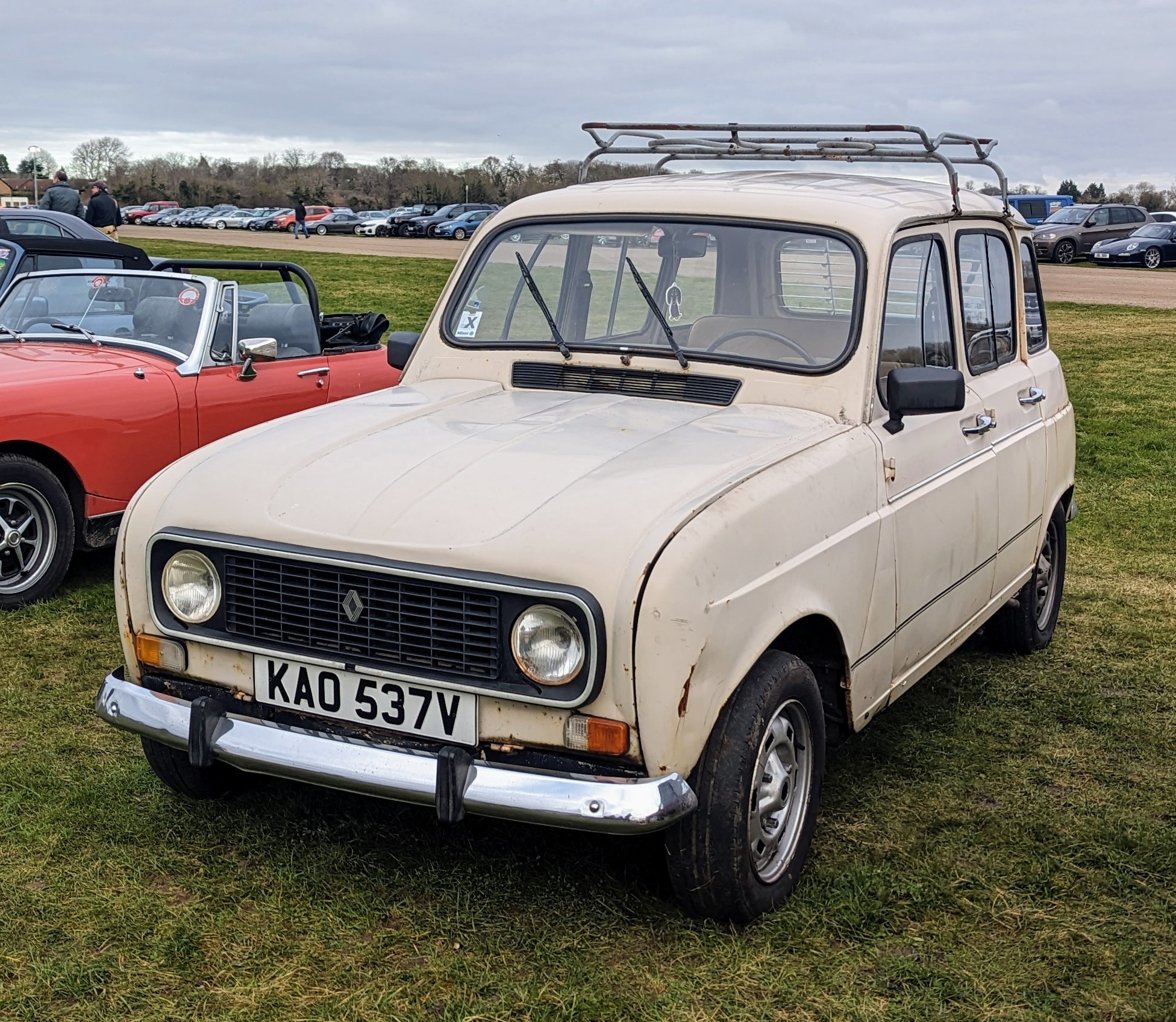
1974-1978 Renault 4L

## R4 Bertin
El popular vehículo podría haber ofrecido una opción más, un mini R4, un práctico city car que llegó a exhibirse, pero no a producirse. El pequeño Renault 4 Bertin (denominación que adquirió a partir del nombre de su mentor, Jean Bertin, un famoso ingeniero e inventor francés) partió de un Renault 4 de 1965, cuya carrocería fue dividida en tres partes y a la que luego se le suprimió la sección media, de 74 centímetros. Bertin unió después las dos partes restantes y como resultado consiguió un R4 con alrededor de tres metros de largo, en lugar de los 3,67 metros del vehículo original. Estaba equipado con el motor de 4 cilindros de 747 cm³ y 27 caballos del R4 tradicional.

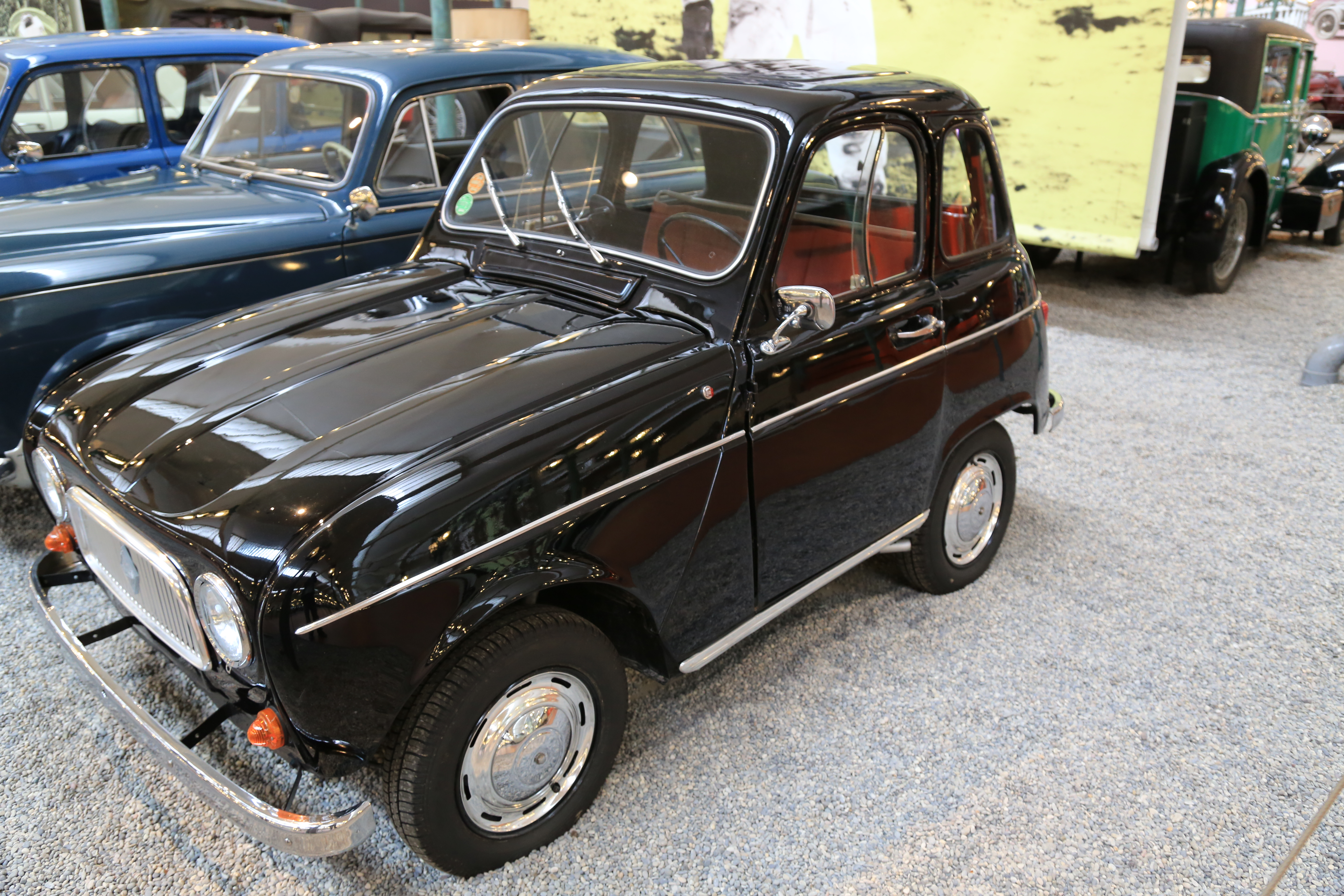

Bertin desarrolló el mini R4 como solución de movilidad para las estrechas calles parisinas y ante los escasos espacios para estacionar. Consiguió presentarlo en el Salón Internacional de París, en 1969, pero el vehículo, que sólo ofrecía espacio para dos ocupantes, no llegó a la planta de montaje. El Fiat 500, su rival de la época, tenía un tamaño similar y permitía acomodar a cuatro personas. 
Tras la negativa de Renault de fabricarlo en serie, Bertin usó su prototipo durante años como vehículo personal. El ingeniero falleció en 1975, y el mini R4 terminó confinado en un viejo garaje. A principios de los años 1990 fue donado al Museo del Automóvil de Mulhouse y finalmente en 2010 un grupo de profesores y estudiantes de la escuela superior Bugatti de esa ciudad decide restaurarlo. Hoy se exhibe en dicho museo como una rareza del diseño automovilístico.